# Biografer i Stockholm

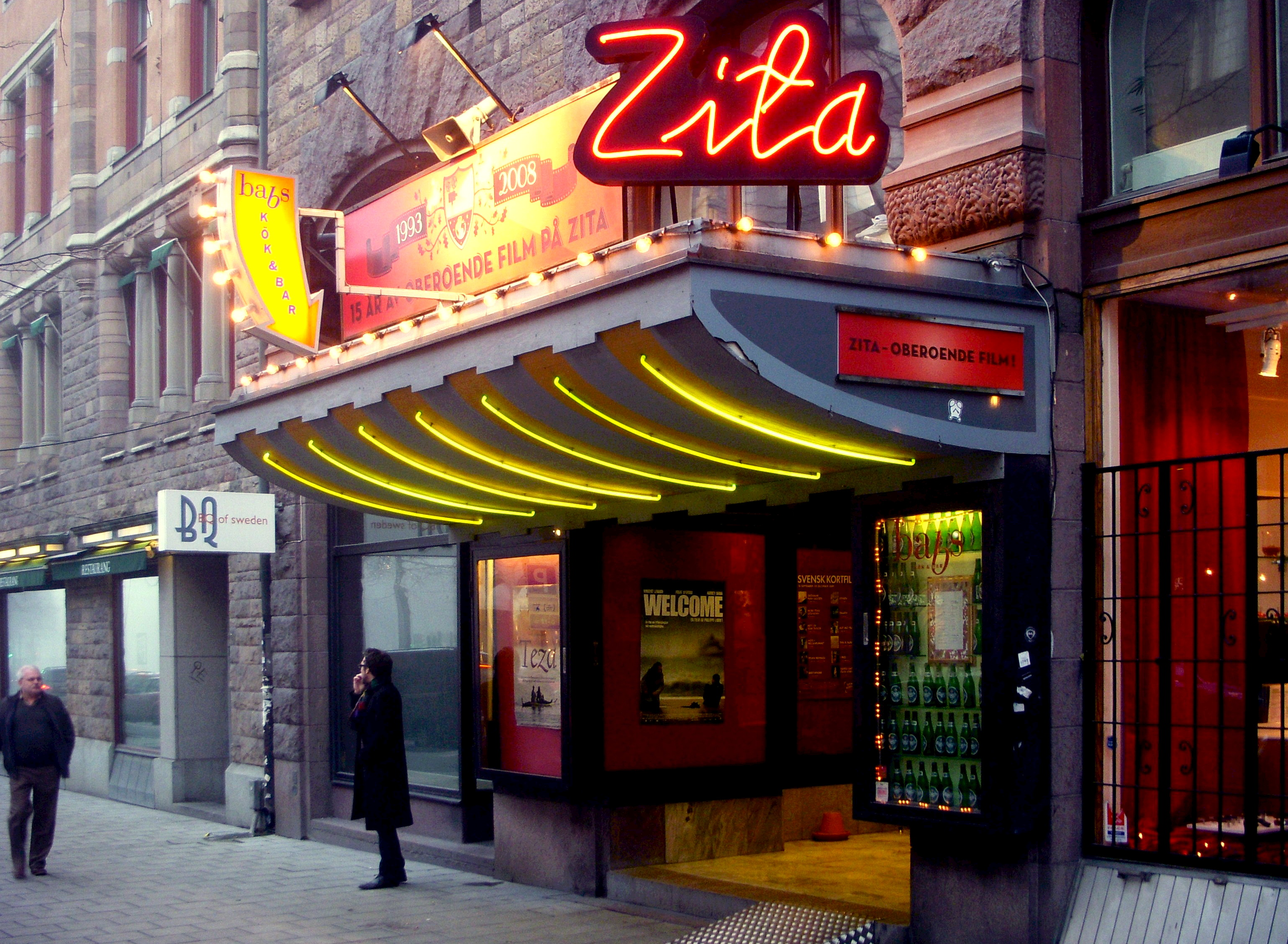
Zita, Stockholms äldsta i drift varande biograf sedan 1913.

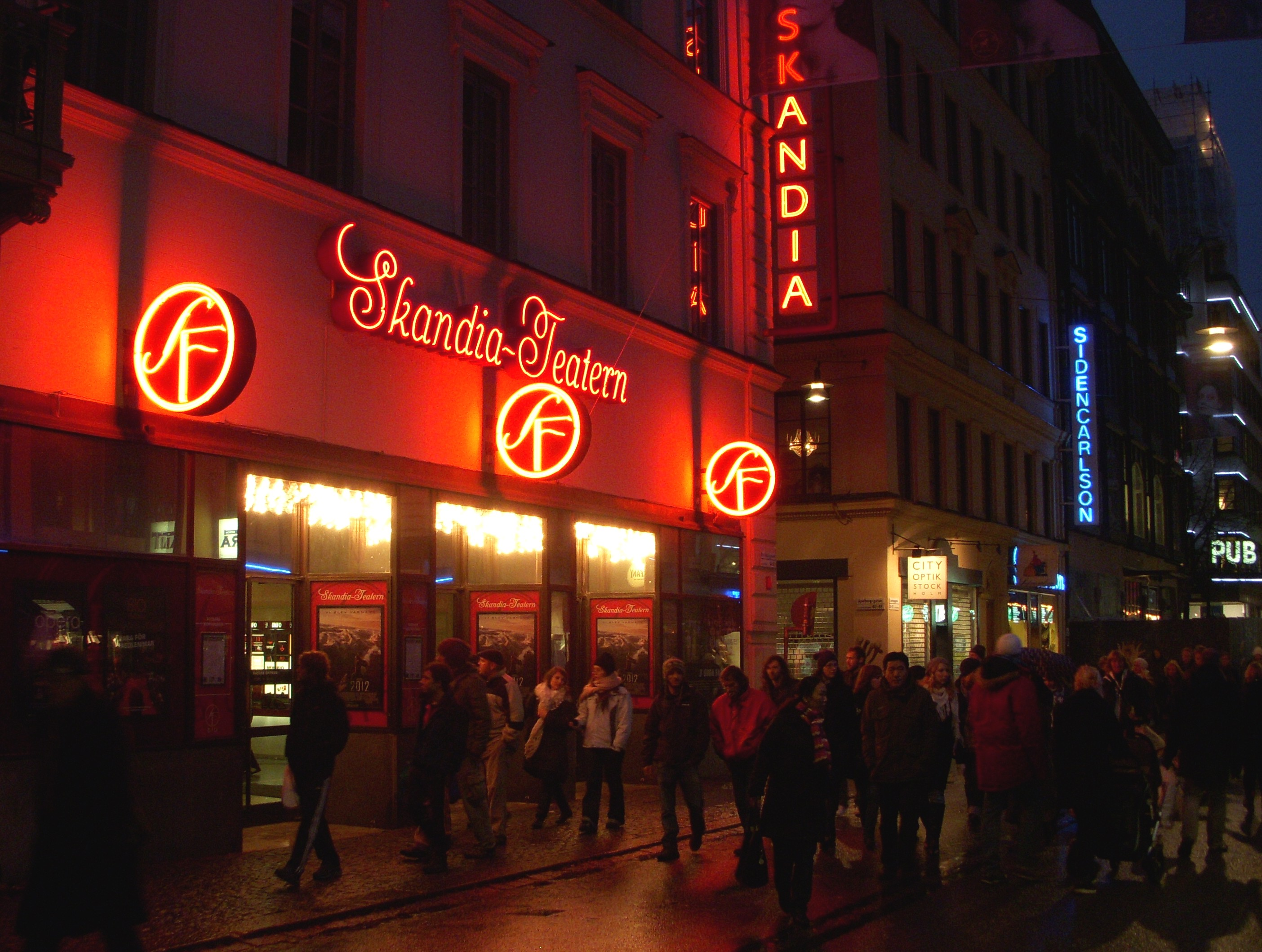
Skandia-Teatern, Gunnar Asplunds mästerverk från 1923.

De första försöken med permanenta biografsalonger i Stockholm gjordes i slutet av 1890-talet efter att kinematografen hade demonstrerats på Stockholmsutställningen 1897. Innan dess var det mest kringfarande som visade upp biografen som en sorts kuriös underhållning.
År 1905 hade Stockholm tio biografer och vid utgången av 1909 hade antalet stigit till 25 fasta biografsalonger. År 1943 fanns flest biografer i Stockholms stad (110 st). 2009 hade det sjunkit till ett tiotal, borträknat de biografer i Stockholms förortsområden som bebyggdes först efter 1943. Flest biobesök, 16,8 miljoner, noterades 1956.
Den äldsta biografen i drift är Zita, som uppfördes redan 1913 under namnet Vinter-Palatset.  Till de vackraste räknas idag Skandia-Teatern, som invigdes 1923 och byggdes efter arkitekten Gunnar Asplunds ritningar. Den beskrevs av samtida konstexperter som ett mästerverk och är en av de få kvarvarande singelbiograferna i staden. Skandia-Teatern är sedan 2001 renoverad till originalskick och skyddas av kulturmiljölagen.

## Filmen kommer till Stockholm

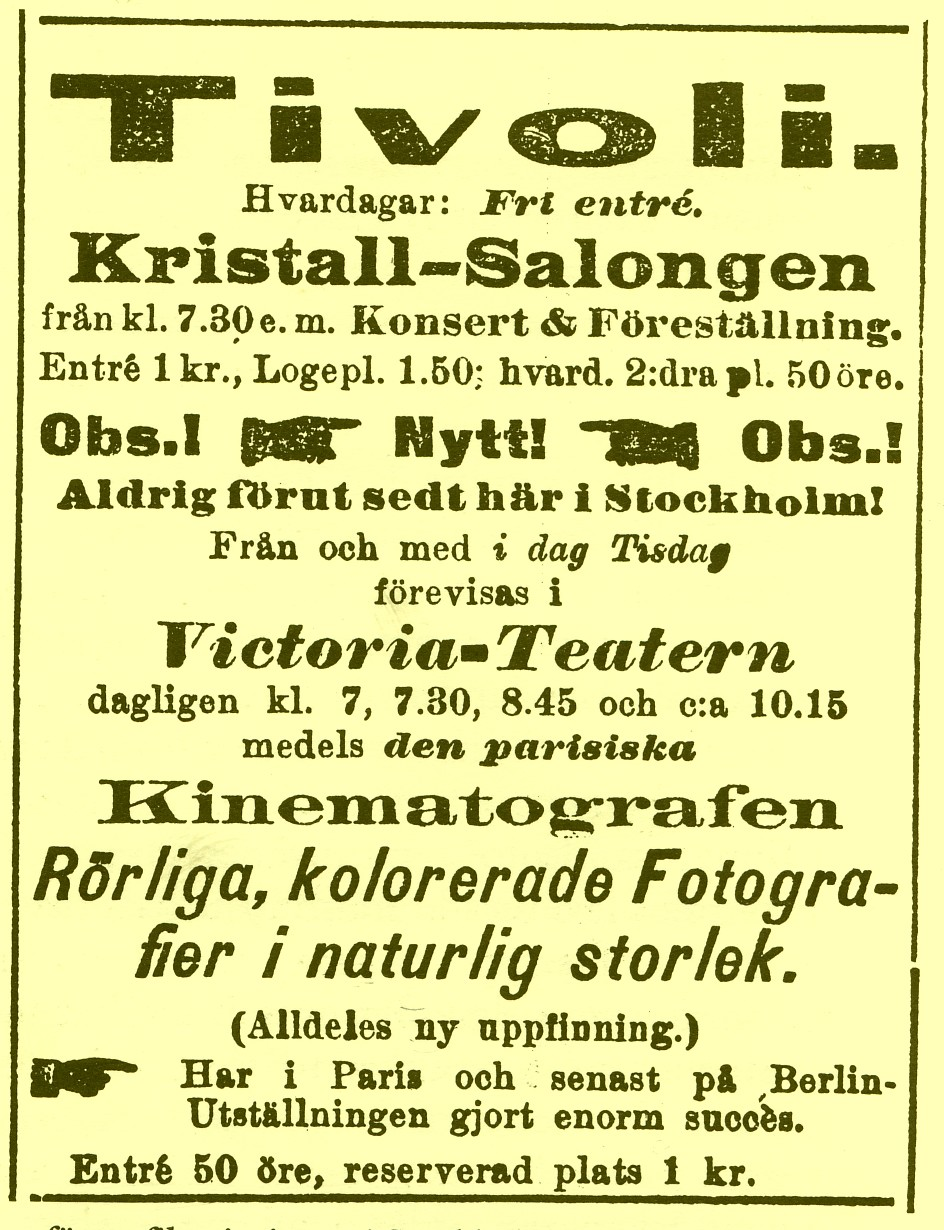
Stockholms första bioannons i Stockholms-Tidningen den 21 juli 1896.

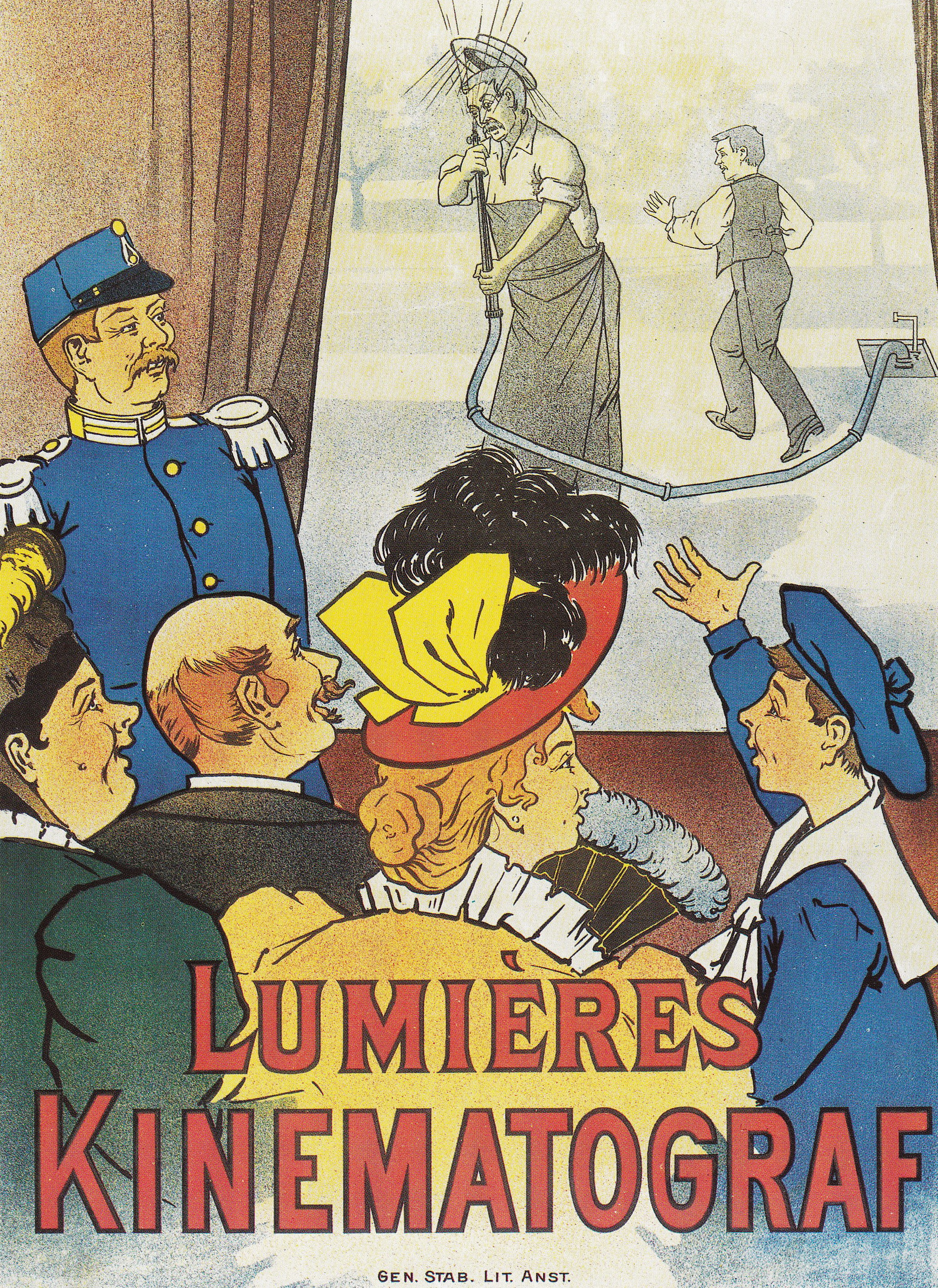
Sveriges första filmaffisch för Lumières Kinematograf i Gamla Stockholm 1897.

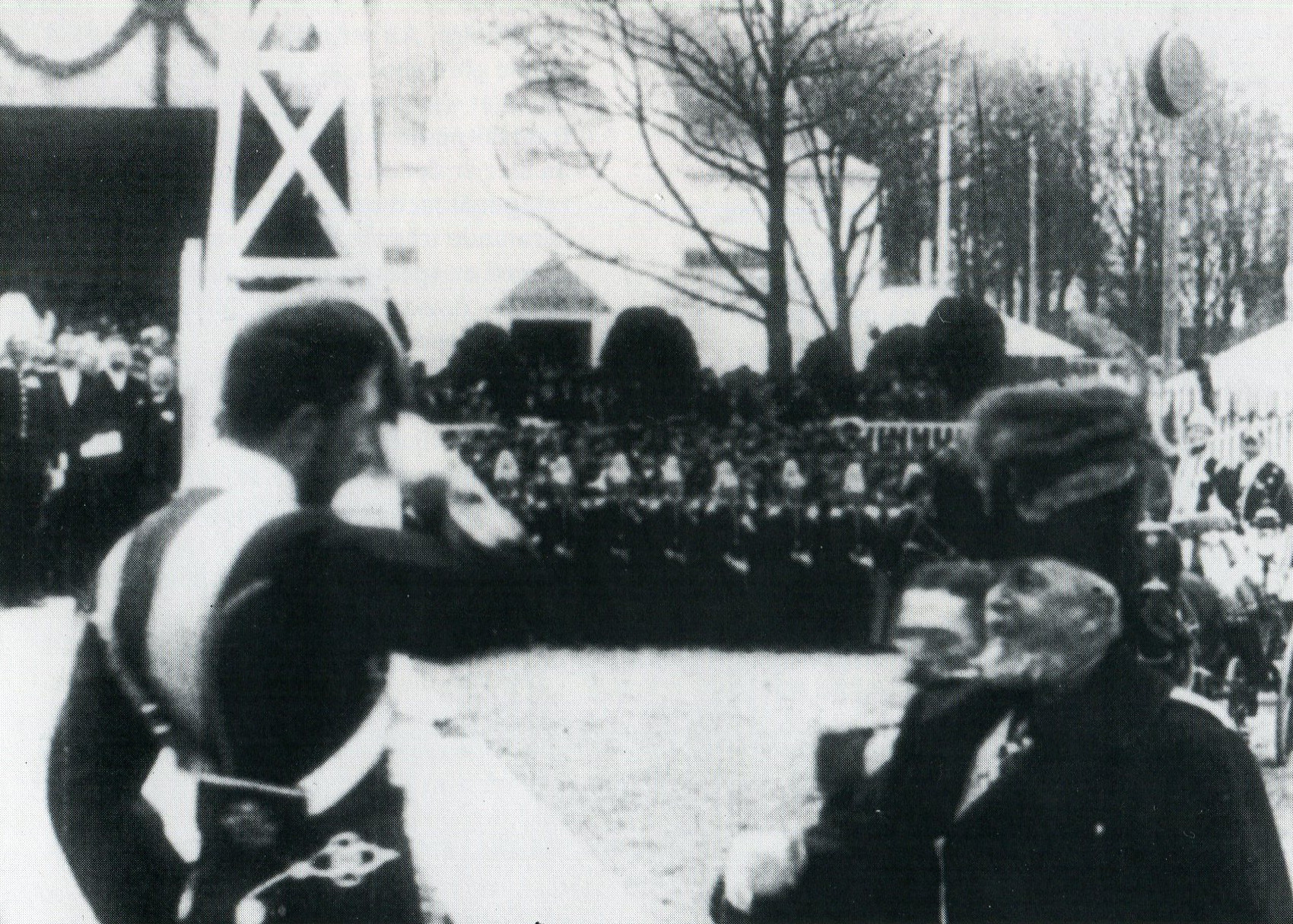
Stillbild från filmen H. M. Konungens ankomst till utställningen, till höger syns Oscar II och kronsprins Gustaf.

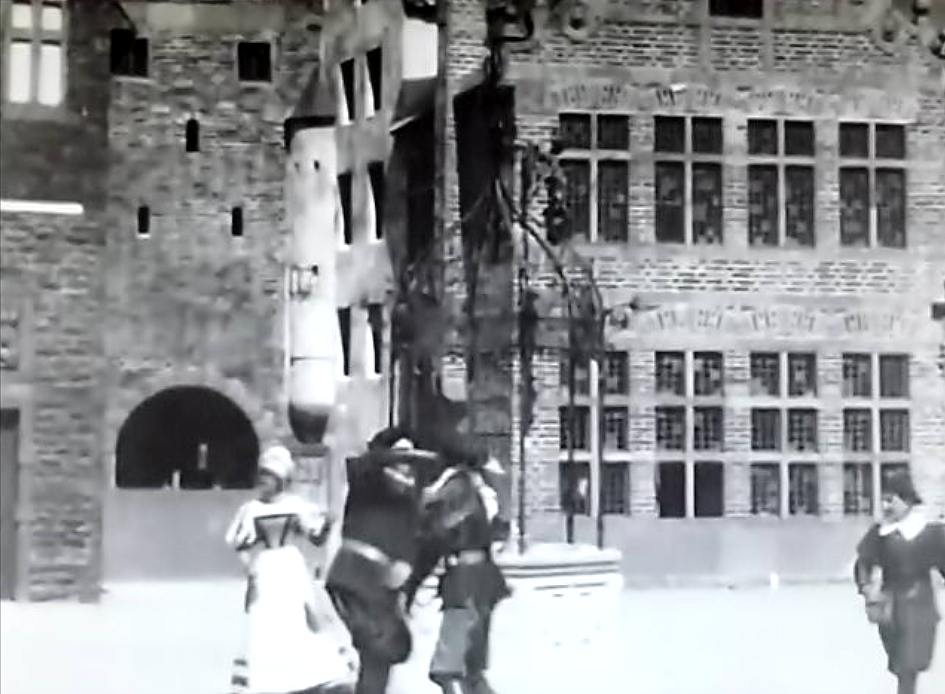
Stillbild från filmen Slagsmål i Gamla Stockholm filmat av Alexandre Promio (premiär 1897-07-03).

Före 1890-talet fanns inga fasta filmsalonger i Stockholm. Det fanns inte heller det vi idag kallar för film utan man kunde visa händelser i stereoskop- och skioptikonbilder. Vid 1800-talets slut fanns i Birger Jarlspassagen en rad med mutoscope (tittskåp med fotografier som gav en illusion av rörelse när de vevades fram). Än så länge var det lustiga apparater utan större betydelse som ställdes ut på nöjesfält. 
Världens första demonstration av den nya uppfinningen "kinematografen" skedde i Paris den 28 december 1895. Den anordnades av bröderna Auguste och Louis Lumière. Louis Lumière hade konstruerat en apparat som kunde både uppta och återge filmbilder. 
Den första svenska filmförevisningen för allmänheten ägde rum i på Nordiska industri- och slöjdutställningen i Malmö den 28 juni 1896. Det var ett halvår efter världspremiären i Paris. Den 21 juli 1896 visade en fransk fotograf "Kinematografen" med Rörliga kolorerade Fotografier i naturlig storlek i Stockholms Tivoli på Södra Djurgården. Denna ”alldeles nya uppfinning” betecknades som ett underverk.
Det stora genombrottet för filmen i Stockholm kom med Allmänna konst- och industriutställningen på sommaren 1897. Bland många attraktioner fanns även visningar av ”lefvande bilder”. Det skedde i en särskild lokal som låg inom miniatyrstaden Gamla Stockholm och kan ses som stadens första biografsalong. Den hade iordningställts av apotekaren och fotohandlaren Numa Peterson och hans son Mortimer. Lokalen rymde omkring 60 personer och kallades "Lumières Kinematograf i Gamla Stockholm". Filmförevisningen arrangerades av Numa Peterson som hade koncession på bröderna Lumières kinematograf och deras filmer i Sverige. Med på de första filmvisningarna var den franske filmfotografen Alexandre Promio, som för Lumières räkning reste världen runt för att presentera och marknadsföra det nya mediet. Entréavgiften var 50 öre för vuxna och 25 öre för barn och programmets längd cirka 15–20 minuter. Filminslagen var i regel bara några minuter långa och bestod huvudsakligen av franska inspelningar som reportage, action, farser och diverse filmtrix. Det blev stor publiksuccé!
Utöver franska produktioner visades även ett aktuellt inslag; Konungens af Siam landstigning vid Logårdstrappan. Filmen handlade om ankomsten av kung Chulalongkorn av Siam med slupen Vasaorden till Logårdstrappan utanför Stockholms slott, där han blir emottagen av Oscar II. Filmen spelades in den 13 juli 1897 av Ernest Florman och visades den 19 juli 1897 på utställningskinematografens program. Filmen anses vara den första helt svenska filmupptagningen. Filmsekvensen avslutades med bilder av Drott, Oscar II:s kungajakt.
Ett annat aktuellt bidrag var H. M. Konungens ankomst till utställningen, som filmades av Alexandre Promio den 15 maj 1897 och som är Sveriges första journalfilm. Filmsnutten visade hur Oscar II tillsammans med kronprins Gustaf (sedermera Gustaf V) anlände till utställningsområdet på Djurgården och där hälsades av Prins Eugen. Redan samma dag fick Oscar II se filmen på Stockholms slott där han "uppskattade högeligen att se sig själv på den vita duken". Genom utställningen fick kinematografen och filmen ett snabbt erkännande, även socialt eftersom Oscar II personligen blev mycket intresserad av de levande bilderna och lovordade den nya tekniken.
Stockholmsutställningens kinematografapparat flyttades sedermera av Mortimer Peterson till en lokal vid Kungsträdgårdsgatan 12, där tidigare gamla Svenska Panoptikon hade hållit till. Här fanns 63 sittplatser och filmförevisningar ägde rum varje halvtimme. Repertoaren bestod huvudsakligen av franska inspelningar som reportage, tidig "action", farser och diverse filmtrix. Vanligtvis var speltiden bara några minuter.
Lumiéres Kinematograf vid Kungsträdgårdsgatan existerade under ett år fram till augusti 1898. Därefter fanns ingen fast biograf längre i Stockholm, men man visade ”lefvande bilder” i olika varietélokaler bland annat på Berns salonger, Cirkus  och Blancheteatern samt i kringfarande biograftält.
Ordet "Biografen" påträffades första gången i januari 1899 i en tidningsannons i Stockholm där det lovades "Lefvande bilder i naturlig storlek". Förmodligen var det filmprojektorns namn som avsågs i annonsen liksom i en annan annons från 1901 för filmvisning med "Elektro-Motor-Biografen".

### Exempel på 'lefvande bilder' som visades på Stockholmsutställningen 1897
|  |  |  |  |

## Fasta biograflokaler vid 1900-talets början

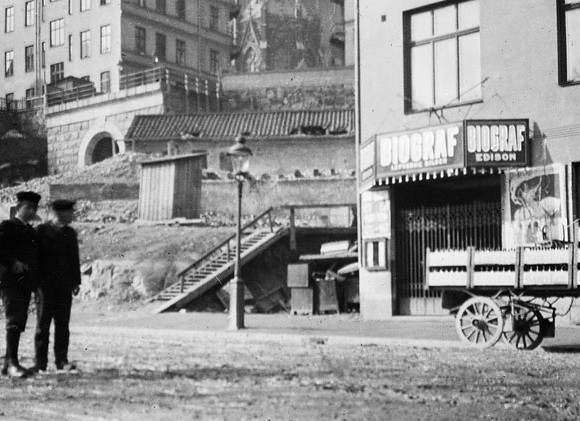
Biograf Edison omkring 1905.

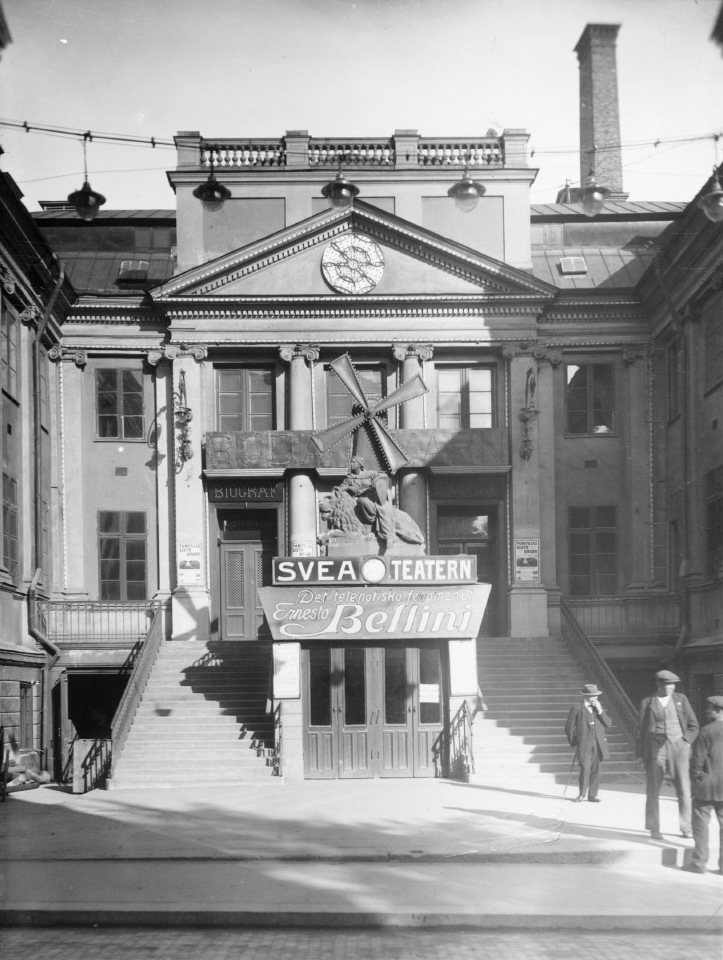
Röda Kvarn i Sveasalen 1913.

Det skulle dröja till 29 januari 1904 tills Stockholm återigen fick en fast biografsalong. Det var filmutrustningen från Kungliga Vetenskapsakademin som hade flyttats till Blancheteatern. Nu hade tekniken förbättrats och publiken strömmade till. Snart öppnade stadens andra biograf, som hette "Apollo" och låg vid Drottninggatan 71A, i den södra av Davidsons paviljonger. Ett år senare, den 24 mars 1905, skrev Stockholms-Tidningen bland annat "För närvarande gifves föreställningar i tio lokaler. Det är ju en siffra som tydligt vittnat om, att det finns en mycket stor publik för dessa nöjen, och i betraktande af, att flertalet biografteatrar tillkommit under vintern, tycks denna publik alltjämt ökas. Det ser för övrigt ut, som om hvarje stadsdel snart skulle ha sin egen biografteater..."
I en del källor anges felaktig att Maxim i Birger Jarlspassagen var Stockholms äldsta biograf. Maxim öppnades för filmvisning under namnet "Biograf Varieté" i september 1905 och lades ner 1963. Innan dess hade Stockholm redan permanenta filmvisningar mellan 1897 och 1898. 
En av stadens tidiga biografer var Biograf Edison Regeringsgatan 111 intill korsningen Tegnérgatan och Birger Jarlsgatan, som öppnade 1905. Redan 1910 försökte dåvarande ägare John A. Bergendahl att ha teaterföreställningar vid sida om filmvisning, men han fick inte lokalen godkänd. 1916 upphörde biografverksamheten och lokalen blev teater under varierande former ända fram till 1971. Bergendahl skulle bli en av stadens stora biografägare framöver.
Omkring 1908 falnade publikens intresse för film och befintliga och nya biografer utrustades med  scen och orkesterdike för att kunna visa varietéföreställningar, när filmen inte lockade längre. Svackan var dock kortvarig. Vid slutet av 1909 hade Stockholm 25 fasta biograflokaler, mer än hälften låg på Norrmalm. De flesta var små, ombyggda lokaler med cirka 150-200 platser. Störst var Brunkebergs-Teatern med 530 platser. Den första svenska praktbiografen som specialbyggdes för sitt ändamål var Cosmorama i Göteborg, uppförd 1908 med 364 platser (ej att förväxla med high-techbiografen Cosmonova i Stockholm av betydligt senare datum).
I Stockholm agerade en Nils Petter Nilsson (även kallad "Häst-Nisse"). Han skulle inom loppet av några år skaffa sig en hel kedja av biografer och kan därför betecknas som stadens första biografkung. 1910 grundade han en egen distributionsbyrå och började producera egna filmer under namnet Orientaliska Teatern. Sonen Axel Nilsson drev också en rad biografer bland annat grundade han biografen Vinter-Palatset på Birger Jarlsgatan, sedermera biografen Zita. Barnbarnet Carl Nelson förde familjetraditionen vidare med en stor biografverksamhet under namnet Royal-biograferna och Monark Film. Bland annat ägde och drev han biografen Vinterpalatset vid Norra Bantorget i Stockholm.
En annan tidig biografägare i Stockholm var Karl Hjalmar Lundblad vilken 1906 började som maskinist på Östermalms-Biografen vid Grev Turegatan och med tiden byggde upp en biografkedja kallad Paradenbiograferna. "Flaggskeppet" i Lundblads biografkedja var Paraden som han övertog 1932 och som sedan gav namn åt hela verksamheten. Utöver Paraden ingick bland andra Strand, Fågel blå, Tranan, Caprice och Esplanad.
Kring 1910-talet växte filmindustrin kraftigt, främst i USA men även i Sverige, där Svenska Biografteatern med Charles Magnusson som vd började producera egna spelfilmer, så kallad "konstfilm". Magnusson engagerade regissörer som Mauritz Stiller och Victor Sjöström och började arbeta i den nyuppförda filmateljén på Lidingö. Nu kunde man visa svenska konstfilmer på Sveriges och Stockholms biografer. 
Publiken strömmade till, vilket även förde med sig en ökad etablering av biograflokaler. År 1910 hade Stockholm 26 biosalonger, bland dem kan nämnas Götiska Teatern som inrättades i en nybyggd fastighet vid Götgatan 11-13. Den öppnade den 1 januari 1910 och stängde som biograf Mona i maj 1970. Antalet biografer mer än fördubblades på två år och steg till 56 under år 1912. I januari 1912 fick staden även sin första storbiograf med 800 platser, det var Röda Kvarn i Sveasalen (namnet kom att användas 1915 för biografen Röda Kvarn vid Biblioteksgatan 5). Byggnaden revs 1913 för att ge plats åt varuhuset NK.
Hösten 1913 öppnades Vinter-Palatset vid Birger Jarlsgatan 37 som lanserades som "första klassens biografsalong". Biografen är den enda som fortfarande (2009) finns kvar i drift i Stockholm, numera under namnet Zita. Några andra biografer som uppfördes på 1910-talet och som höll sig kvar in i 2000-talet var Röda Kvarn vid Biblioteksgatan 5, som öppnade 1915 och fanns kvar som biograf till år 2006, samt Sture-Teatern (öppnad 1915 och stängd 2001).
Palladium öppnade 25 december 1918 vid Kungsgatan 65 (idag Casino Cosmopol). Den hade Stockholms största nybyggda salong med 1 240 platser. Stockholmspressen utropade: "Palladium är ej blott en biograf. Det är dessutom ett byggnadsverk!" Palladium var under många år SF:s flaggskepp och många av Greta Garbos succéfilmer hade premiär här. På 1940-talet visades långköraren Borta med vinden (1939) hela 47 veckor i sträck. Biografen lades ned 1987.

## Första färgfilmen

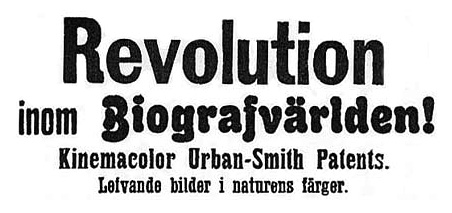
Kinemacolor, annons i DN från 1910.

De första biograffilmerna i färg som inte var handkolorerade producerades från och med 1909 av amerikanen Charles Urban i USA. Han använde Kinemacolor, som 1906 hade utvecklats av britten George Albert Smith. I april 1910 var det Sverige- och Skandinavienpremiär då färgfilm enligt Urban-Smith Patents första gången visades av Etablissement Viking i Centralpalatset i Linköping. För Kinemacolorvisningar samma år i Stockholm inköptes Elite-Biografen vid Grev Turegatan 18. På repertoaren stod:
- I. Sommarlif utmed kusten.
- II. Barntåg med ”Stjänbaneret”.
- III: Djurlif på landet.
- IV. Ett besök i Londons zoologiska trädgård.
- V. Blommor.
- VI. Karneval och blomsterkrig i Nizza.

Premiären i Stockholm mottogs välvilligt i pressen och Dagens Nyheter skrev i april 1910 bland annat: ”Den underbara uppfinningen, som kallas KINEMACOLOR, och som består i att naturens alla färger, från de svagaste till de starkaste, i alla skiftningar, kunna reproduceras endast med solens hjälp, är på väg till vårt land. Kinemacolor-bilderna äro framtidens films […] OBS! Ingen kolorering, färgläggning eller toning vare sig för hand eller maskin. Fotograferingen sker i en enda process. Det är endast och allenast solen som reproducerar färgerna.”  Framgången i Sverige uteblev dock och Etablissement Viking fick sluta med verksamheten med stora förluster som följd.

## Det glada tjugotalet

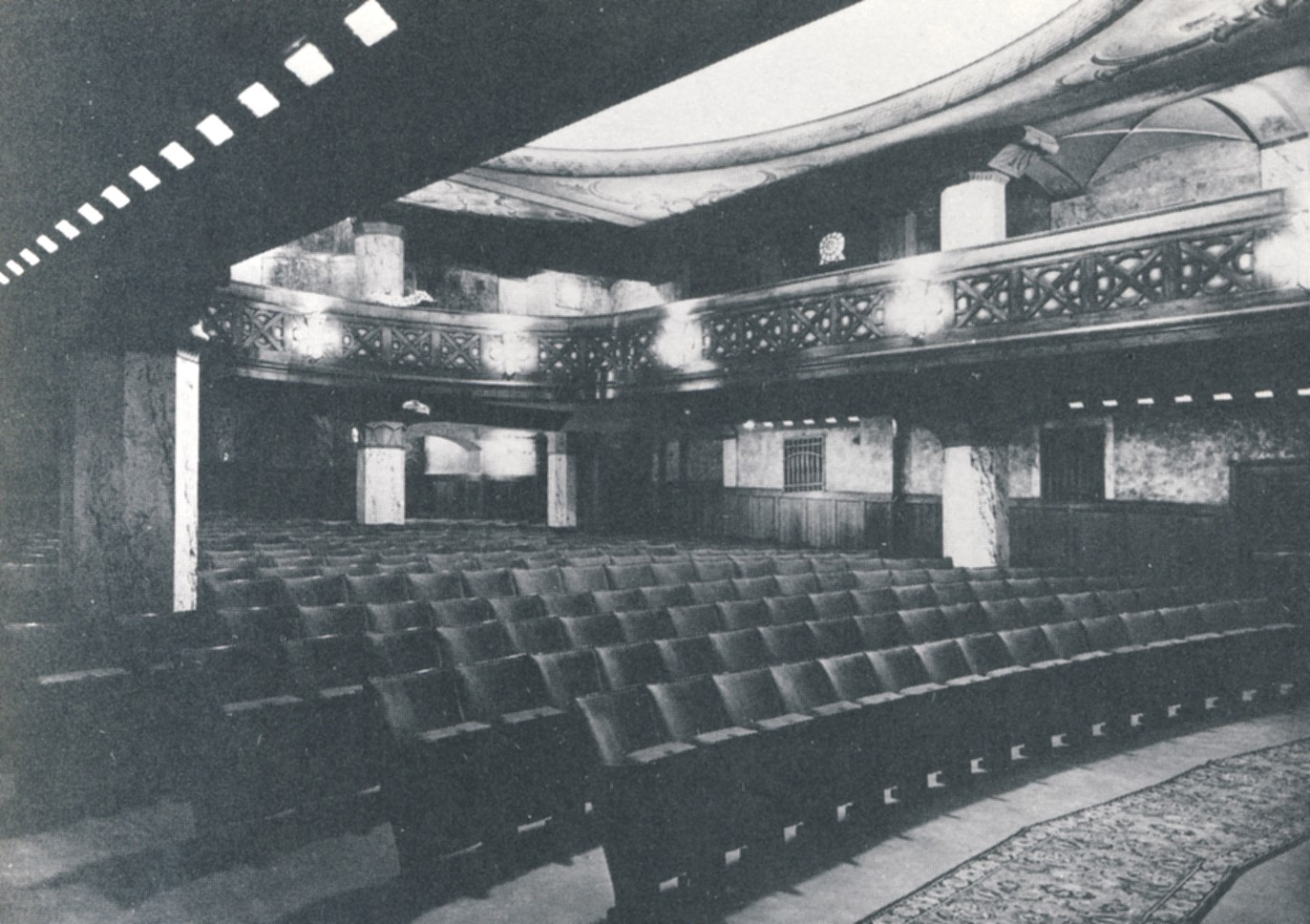
Rialtos salong, invigd 1921.

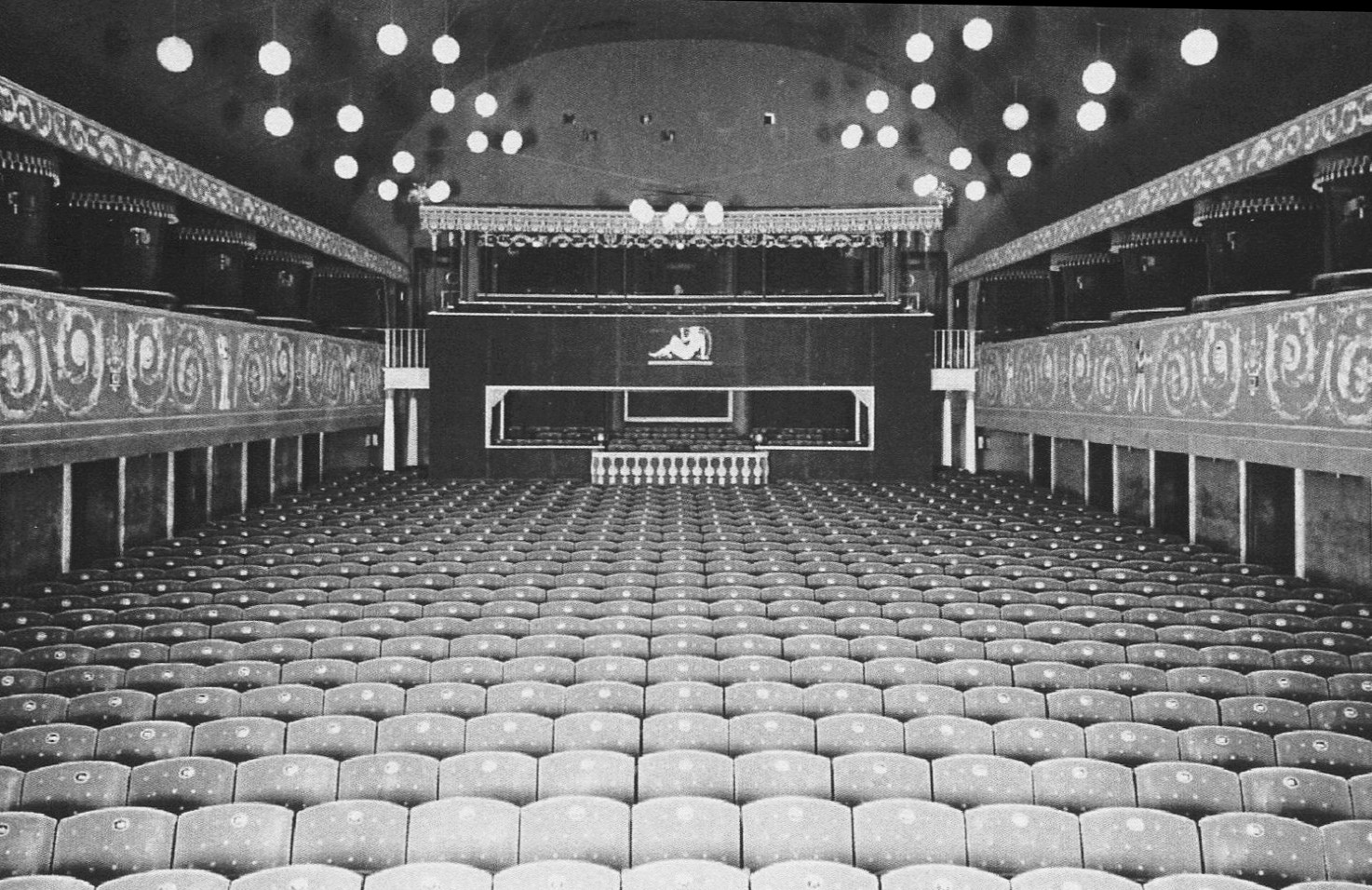
Skandia-Teaterns salong, invigd 1923.

Glada 1920-talet var bara delvis en glad period för Stockholms biografer. År 1920 nåddes rekordsiffror i antal biobesök, men sedan sjönk de för att först i slutet av decenniet komma upp till 1920 års nivåer igen. Under denna period öppnades cirka 25 nya biografer, men nästan lika många stängde. I början av 1920-talet öppnade Olympia på Birger Jarlsgatan 41A. Bion finns fortfarande kvar under namnet Sture. Även i förorterna byggdes nya biografer. I november 1920 Tellus (finns kvar som kvartersbio 2009) i Midsommarkransen och  1921 Bromma-Teatern vid Alviksplan, Bromma (nedlagd  1971). Andra biografer tillkom också i Örby, Gröndal och Enskede.
Åren 1919-1920 lät Svensk Filmindustri (SF) uppföra det "svenska Hollywood": Filmstaden i Råsunda utanför Stockholm, en av Europas modernaste studioanläggningar på sin tid. Här producerades mellan 1920 och 1970 över 400 SF-filmer, och den första film som spelas in var Victor Sjöströms storsatsning, stumfilmen Körkarlen (1921). 
Den svenska 1920-talsstumfilmen blev internationellt omtalad och några av Stockholms nya storbiografer blev det också. Mest känd är Skandia-Teatern på Drottninggatan 82, ritad av arkitekt Gunnar Asplund och konstnärlig smyckad av bland andra Hilding Linnqvist, Stig Blomberg, Einar Forseth och Ivar Johnsson. Det Asplund och hans medarbetare hade skapat blev omskrivet av ledande konstkritiker och betecknades som ett mästerverk. Skandia invigdes den 19 september 1923 och återinvigdes, renoverad till ursprungligt skick, den 19 december 2001. Bion är numera skyddad enligt kulturmiljölagen.
Efter Skandias tillkomst 1923 öppnades det inte så många nya biografer, men mot slutet av 1920-talet tog nyetableringen fart igen och Stockholm fick cirka 15 nya salonger. En av dem var Göta Lejon vid Götgatan (invigd 1928) efter amerikansk förebild. Den kom till på SF-chefen Charles Magnussons initiativ efter en studieresa till USA, och fick drygt 1 300 platser. Göta Lejon blev den största filmteatern som dittills byggts i Sverige. I oktober samma år invigdes China-Teatern som byggdes av SF efter samma koncept som Göta Lejon. 
I slutet av 1920-talet beträdde även en ny stor aktör och hård konkurrent till SF den stockholmska biografscenen. Det var Ri-Teatrarna grundat av norrmannen Odd Biörnstad. De flesta biograferna i kedjan hade namn som började på Ri, där bokstaven "R" liknade ett "R" i runskrift. Första biografen var Rialto (invigd 1921 och nedlagd 1986) på Sveavägen 114 som Ri-Teatrarna övertog 1930. Totalt hade företaget ett drygt tjugotal biografer i staden.
På 1920-talet blev det även vanligt att med hjälp av mycket ljusreklam, neonslingor och stora baldakiner väcka uppmärksamhet. Biografentréernas glitter blev ett nytt inslag i Stockholms stadsbild. I slutet av 1920-talet hade Stockholm cirka 75 biografer.

### 1920-talets filmstudios och filmpalats

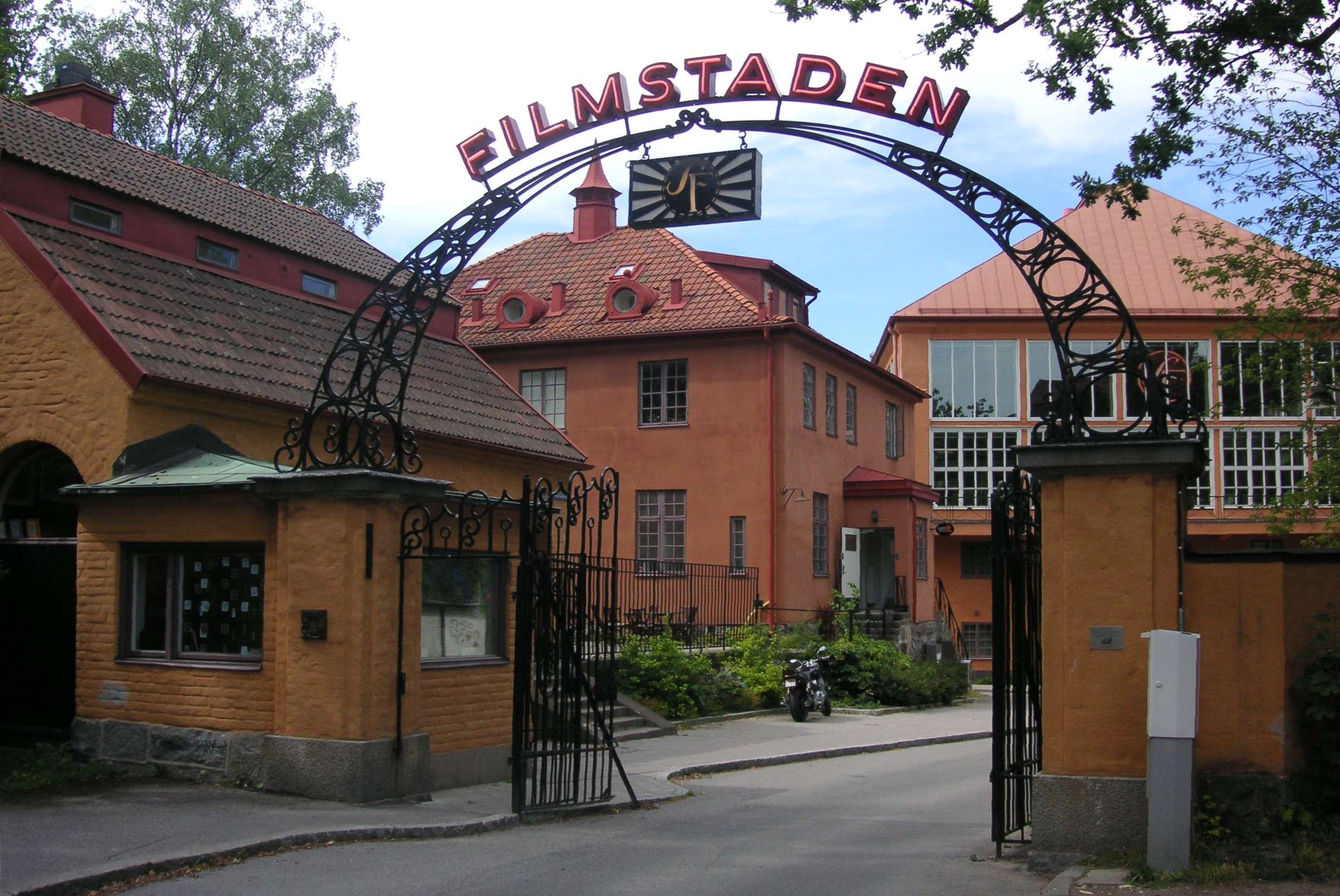
SF:s filmateljéer, invigd 1920.
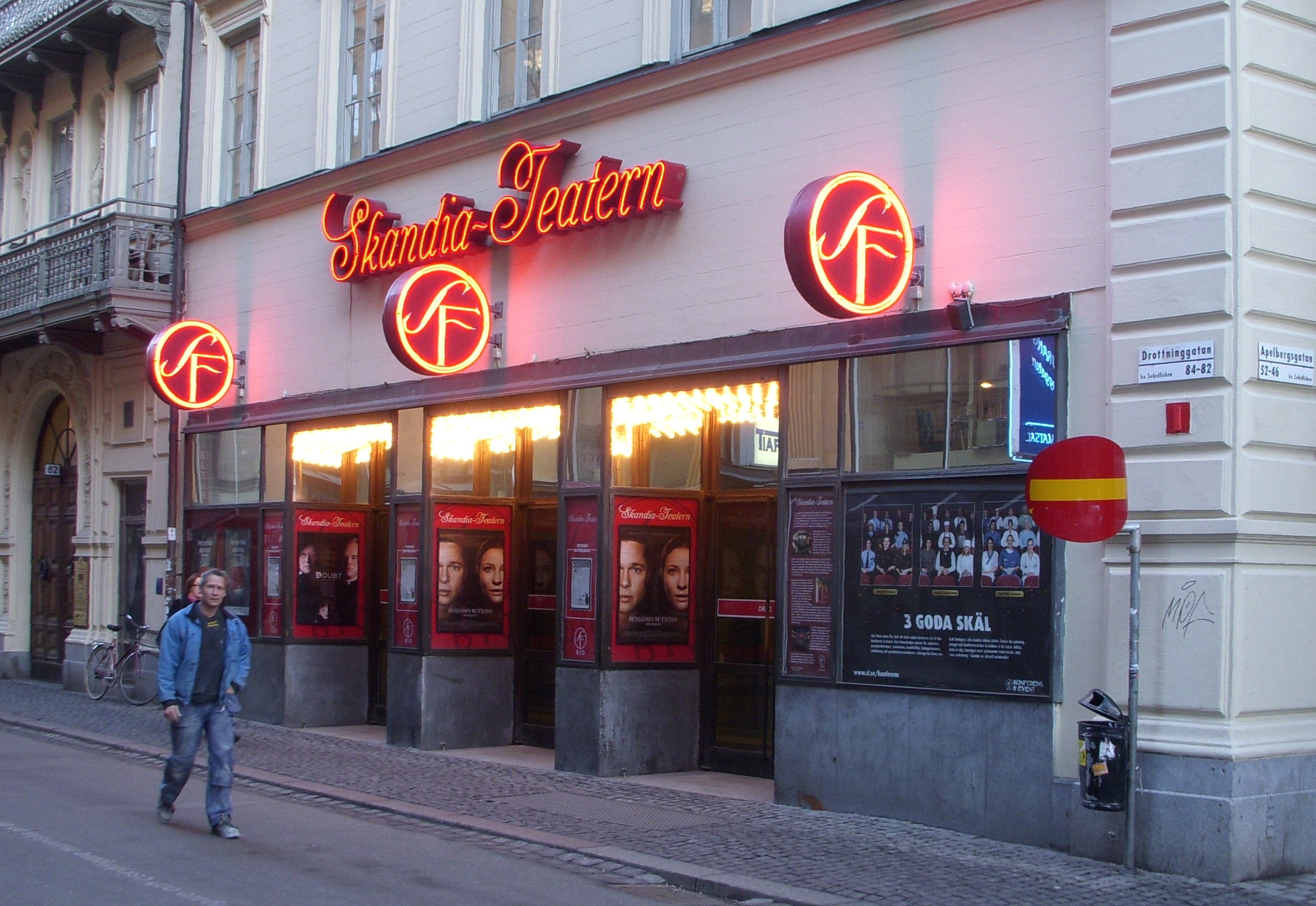
Skandia-Teatern, invigd 1923.
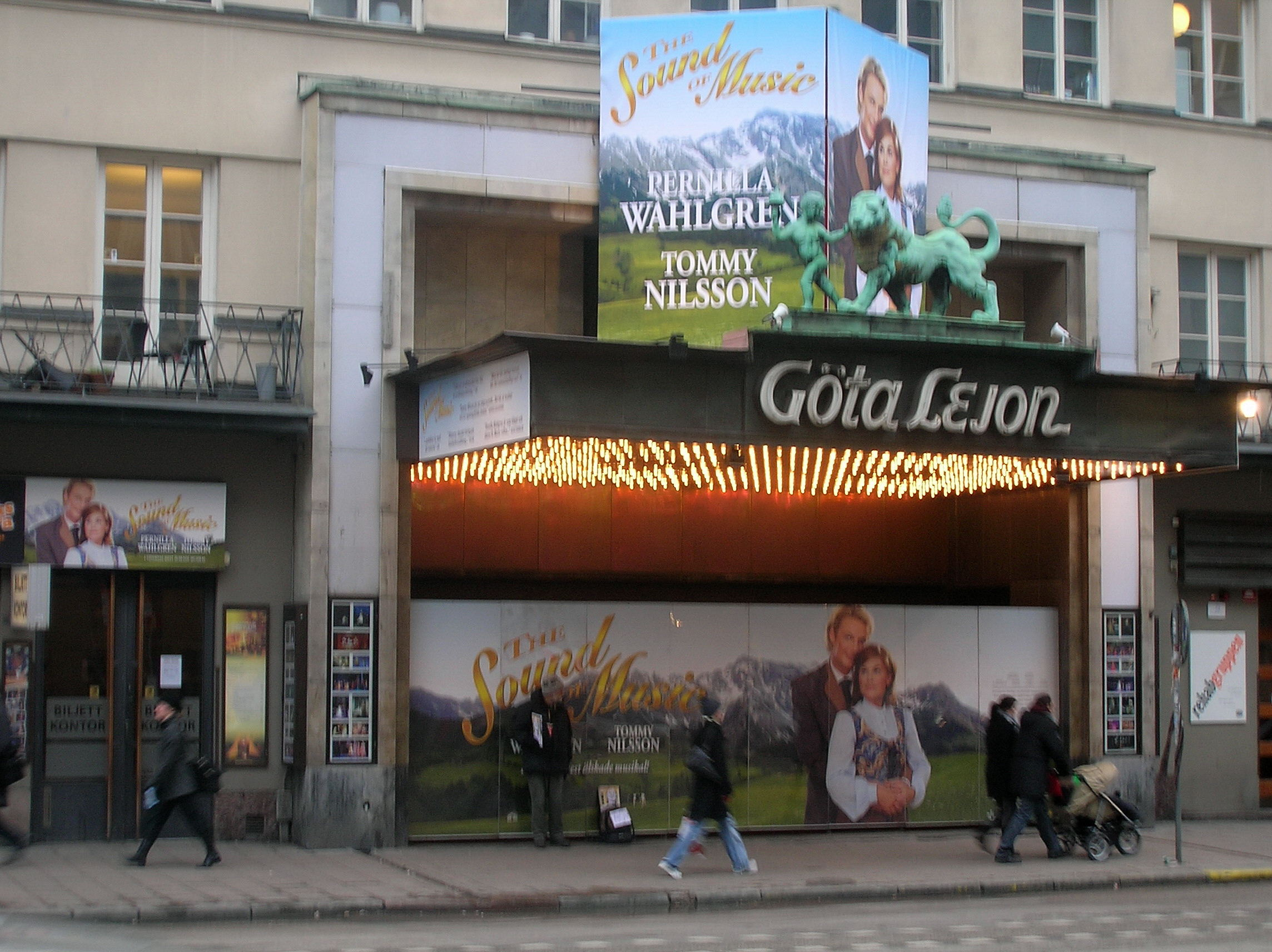
Göta Lejon, invigd 1928.
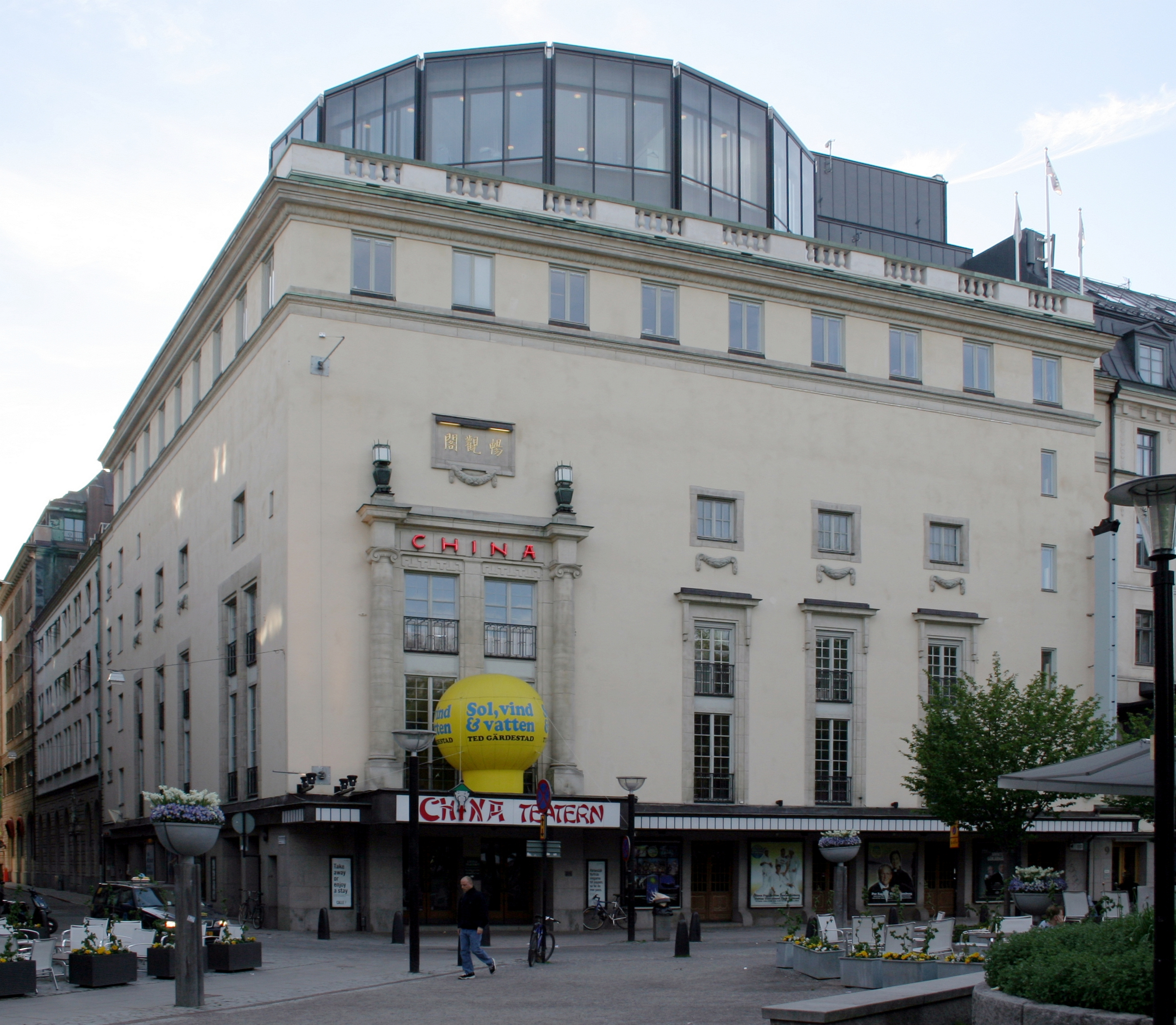
Chinateatern, invigd 1928.

## Ljudfilm och 1930-talets funktionalism
Ljudfilmen hade introducerats i USA i mitten av 1920-talet. Första gången ljudfilm med helsynkroniserat ljud/bild uppfördes i Sverige var på Piccadilly (Birger Jarlsgatan 16) den 4 februari 1926 för inbjudna och den 8 februari för allmänheten. Man visade ”provbitar” och en kort spelfilm med titeln Domen. Systemet hette Fonofilm och var en uppfinning av radioteknikern Lee de Forest. Efter viss skepsis kom nyheten snabbt igång och 1930 producerades tio spelfilmer, varav redan sex var ljudfilmer. Den första svenskproducerade ljudfilmen premiärvisades den 10 augusti 1930 på Palladium. Den hette För hennes skull (1930) och hade Gösta Ekman d.ä. i huvudrollen. Nu gällde det att snabbt bygga om Stockholms biografer till ljudfilm. Först ut var Palladium och Skandia-Teatern. 
Även gestaltningen av biograferna hade fått nya impulser. Stockholmsutställningen 1930 visade hur det skulle se ut; nu gällde modernismens arkitekturideal. Den första filmteatern i nya stilen var Flamman vid Hornstull (öppnad 1930, nedlagd 1963), som ritades av funkisarkitekten Uno Åhrén. På 1930-talet tillkom många nya biografer, bland andra Spegeln (1930), en funktionalistisk skapelse på Birger Jarlsgatan 16, ritad av Isak Gustaf Clason, Draken (1938), skapad av arkitekt Ernst Grönwall och Grand (1933) ritat av Björn Hedvall. Björn Hedvall var en gärna anlitad biografarkitekt, och han kallade sig själv biografspecialist redan på 1920-talet. Under 1930- och 1940-talen ritade Hedvall ett tjugotal funktionalistiska biografer i Stockholm.
Vidare kan nämnas Saga (1937), Rigoletto (1939) och Rival (1937), numera Hotel Rival vid Mariatorget. Under 1930-talet tillkom drygt 40 nya biografer och vid decenniets slut hade Stockholm 107 filmteatrar. Den största ökningen av biografer var på Östermalm och Kungsholmen men även utanför tullarna uppstod många nya salonger, exempelvis i Stureby, Bromma, Midsommarkransen och Hammarbyhöjden. Till och med i Gamla stan fanns två stycken, dock inte samtidigt. Den ene hette Kornhamns-Biografen och var mellan 1908 och 1927 inrymd i "Modehuset 66an" på Kornhamnstorg 49 och den andre var Hansa som fanns mellan 1936 och 1954 på adress Mälartorget 13.

### 1930-talets filmpalats

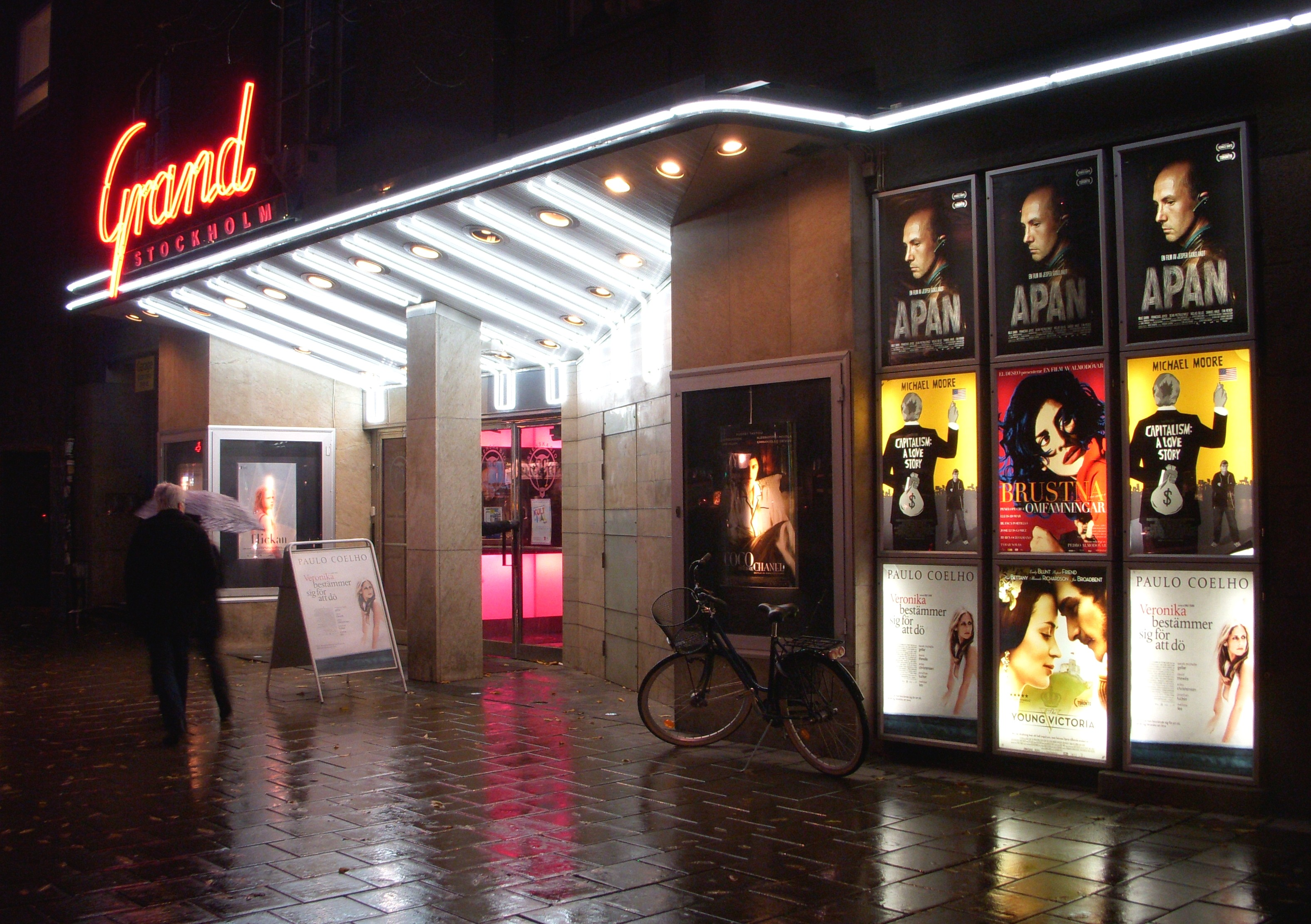
Grand, invigd 1933.
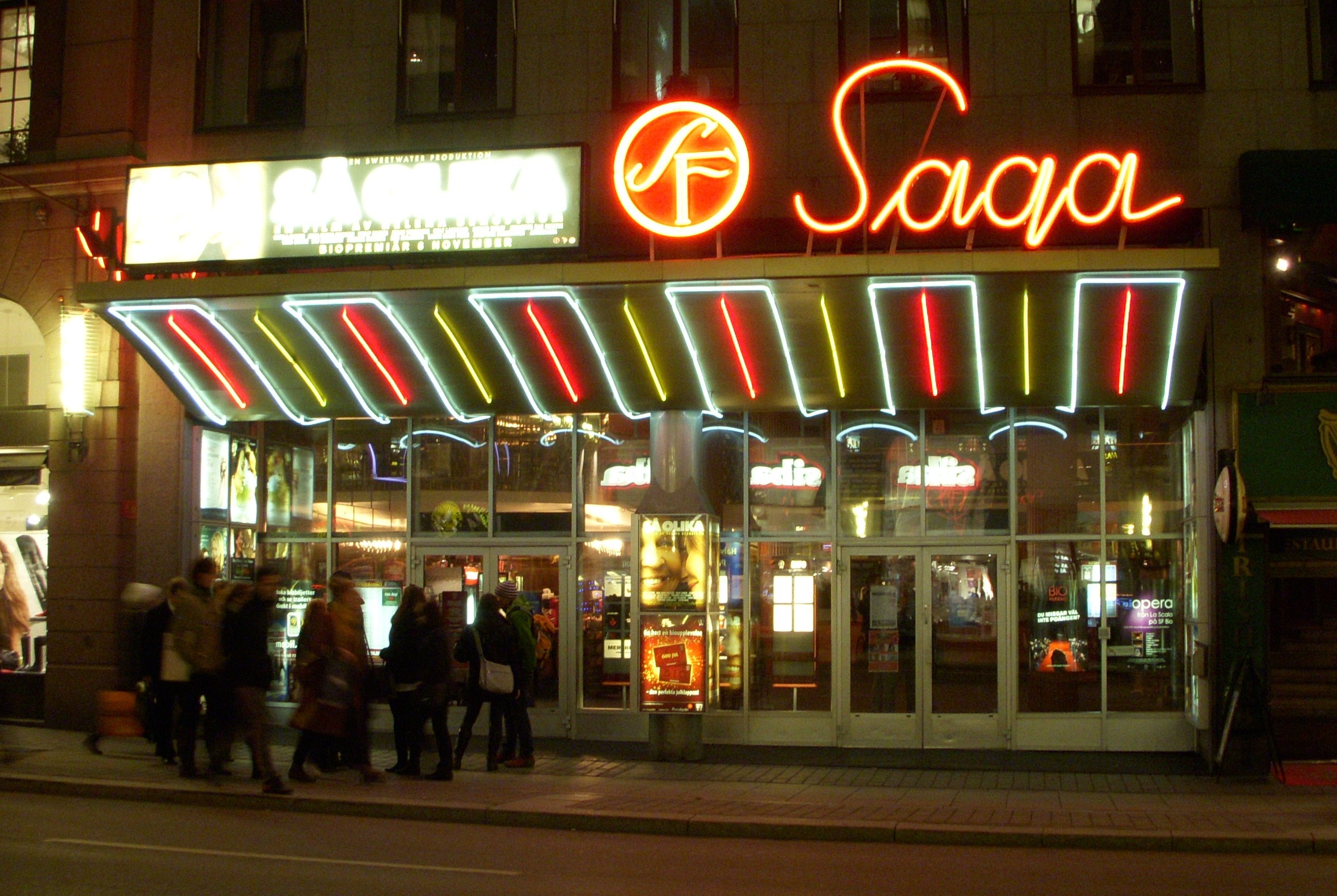
Saga, invigd 1937.
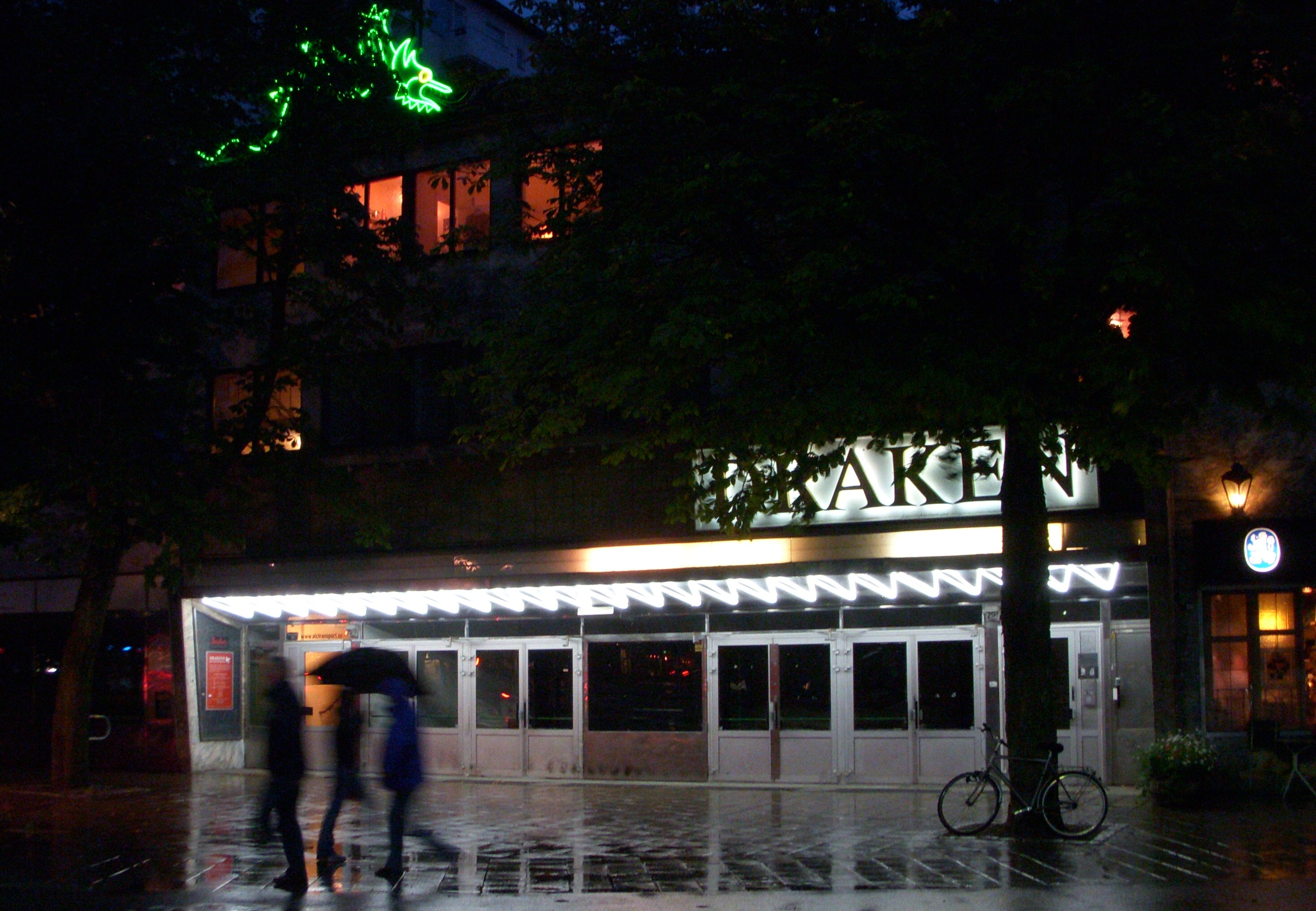
Draken, invigd 1938.
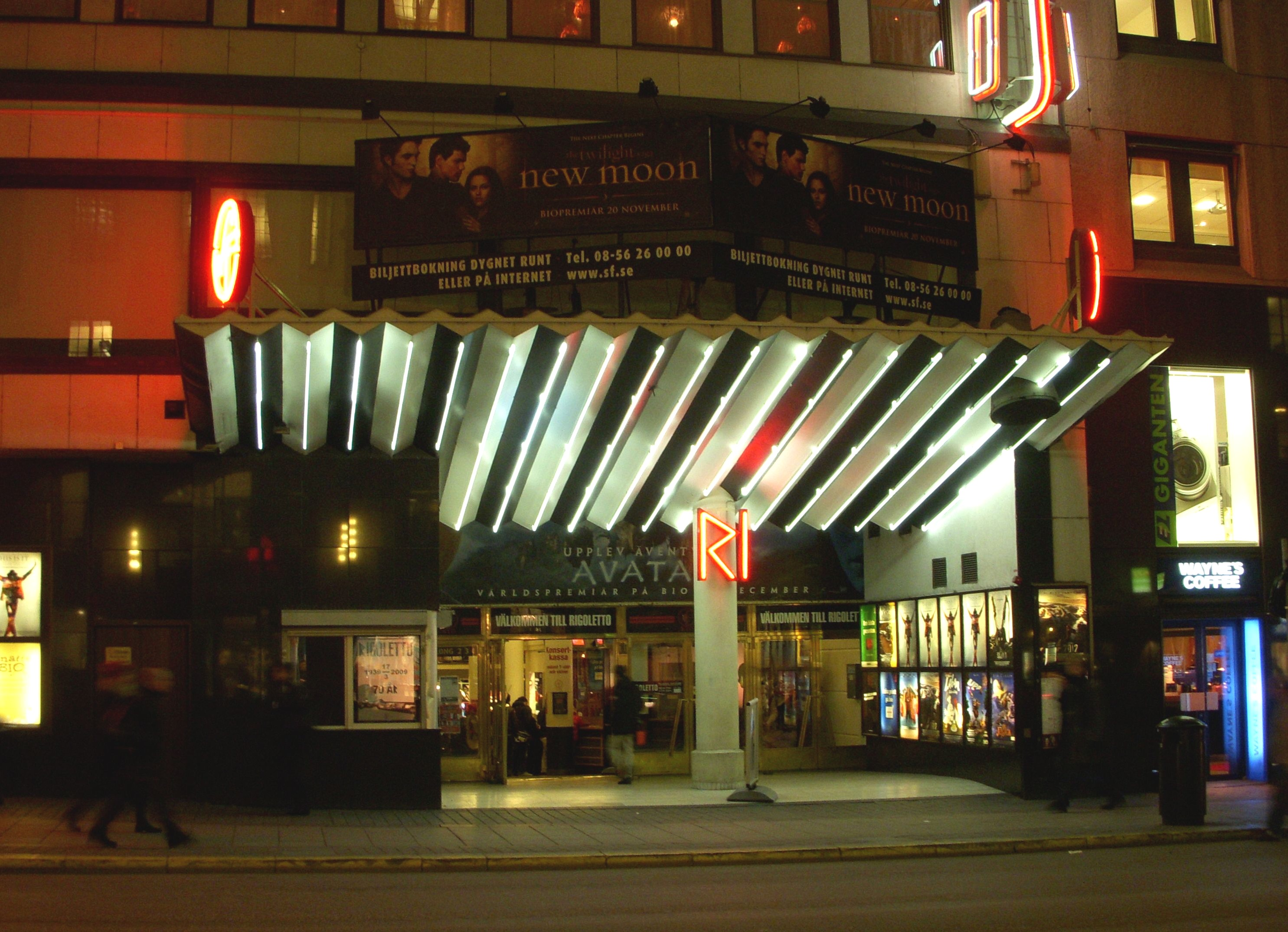
Rigoletto, invigd 1939.

## Beredskapsåren och biografrekord

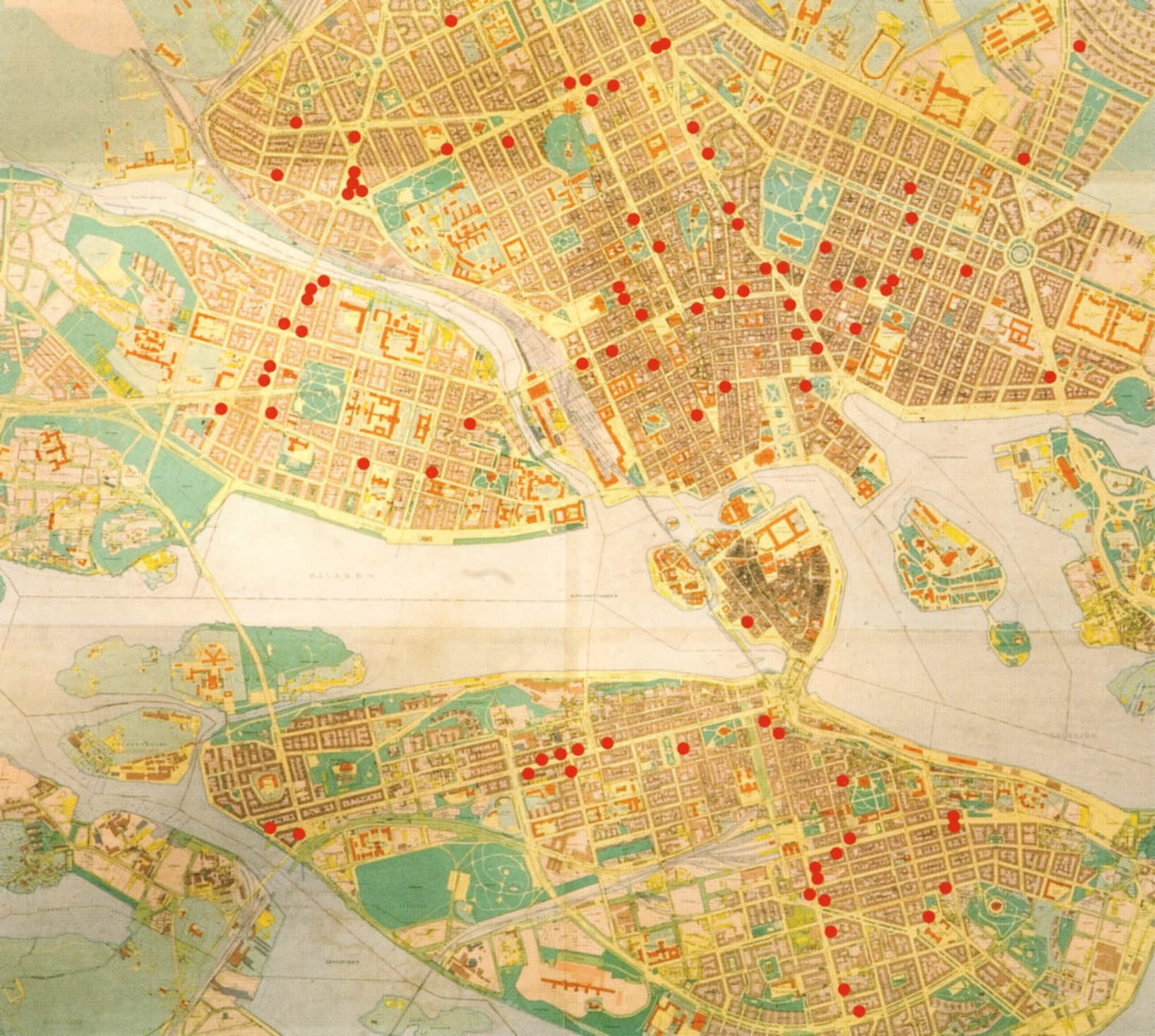
Stockholms innerstadsbiografer 1947
(kartan visar inte samtliga)

Under hela 1930-talet ökade biobesöken kraftigt. Denna trend fortsatte även under andra världskriget och beredskapsåren för att ha sin topp 1945. I Stockholm tillkom bara några få nya biografer, bland andra Park-Teatern vid Sturegatan 18, invigd i november 1941 och ritad av "biografarkitekten" Björn Hedvall samt biografen Rio vid Hornstull, invigd 1943 och ritad av arkitekt Albin Stark. Rio finns fortfarande kvar som kvartersbiograf. Under 1940-talet ombyggdes även en rad biografer, varvid en del historiska miljöer förstördes. Mest kritik fick Skandia-Teaterns renovering från 1942, där en stor del av Gunnar Asplunds mästerverk förstördes.
Mitt under andra världskriget var antal biografer störst i Stockholms innerstad; 1943 hade staden 110 salonger, 1947 hade antalet sjunkit till drygt 90 stycken. Dessa var koncentrerade till vissa huvudgator: Kungsgatan, Birger Jarlsgatan, Götgatan, Hornsgatan och Sankt Eriksgatan. Det helt dominerande vardagsnöjet under kriget var biobesök, särskild i de talrika kvartersbiograferna. Biograferna var 1947 fördelade enligt följande:
- Södermalm: 27 biografer
- Kungsholmen: 12 biografer
- Nedre Norrmalm: 13 biografer
- Vasastan: 17 biografer
- Östermalm: 22 biografer
- Gamla stan: 1 biograf

## Förorternas nya biografer, biografdöden och 1970-talets flerbiografer

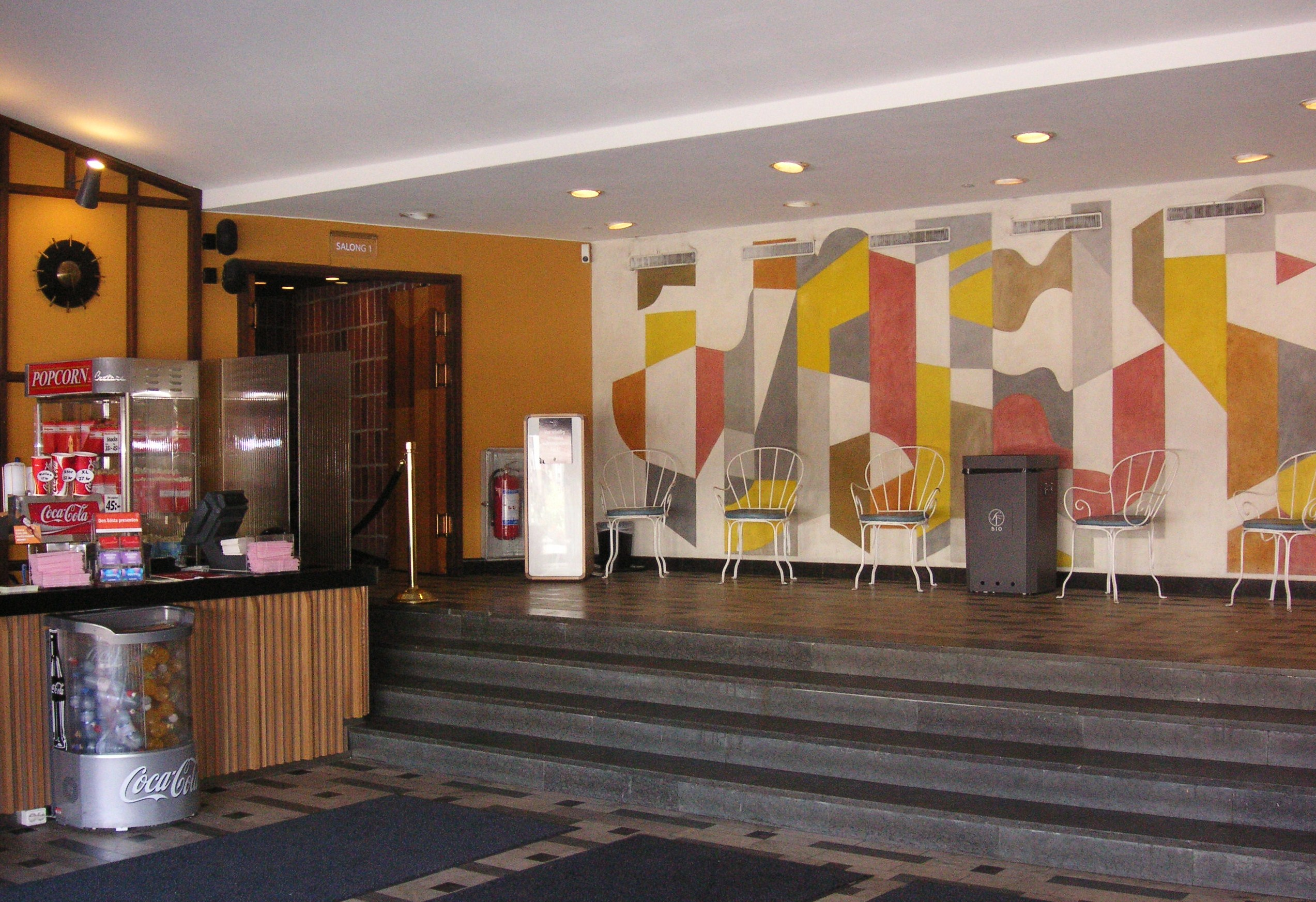
Fontänens originalinteriör är numera skyddad enligt kulturmiljölagen.

Det skulle dröja till 1959 innan nästa innerstadsbio öppnade sina portar: Sergelteatern i nya Hötorgscity som invigdes 1959, ritad av arkitekt David Helldén. På 1950-talet gjordes istället satsningar i de nya förorterna. Det hörde till stadsplanekonceptet att Stockholms nya förstäder skulle vara självförsörjande med all samhällelig service, även med egna biografer. Konceptet förverkligades 1951 i Årsta centrum, där biografen Forum byggdes, ritad av arkitekterna Erik och Tore Ahlsén. Forum följdes snart av Västan i Västertorp (1952), City i Gubbängen (1953), Fontänen i Vällingby centrum (1956), Kaskad i Blackeberg (1957), Ceylon i Finntorp (1958), Prisma i Hässelby gård (1960), Focus i Hagsätra centrum (1960), Rondo i Högdalens centrum (1961), Fanfaren i Farsta centrum (1961), Reflexen i Kärrtorp (1961), Falken i Jakobsbergs centrum (1965) samt Vågen i Skärholmens centrum (1969).
Med televisionens intåg i Sverige 1954 började biografernas publiksiffror sjunka dramatiskt. Nu kunde man se på bio hemma och i Stockholm sjönk antalet biobesök från toppnoteringen 16,8 miljoner per år 1956 till 10,5 miljoner per år 1959 och 6,2 miljoner per år 1969. För att locka tillbaka publiken prövades nya visningsformat med 70 mm film som Cinemascope, Cinerama, Todd-AO och ljud i stereo. Todd-AO presenterades 1958 första gången i Stockholm i Nya Ritz med filmen Jorden runt på 80 dagar (1956). Men den nya tekniken lyckades inte locka publiken tillbaka, under 1950-talet lades 13 biografer ner i innerstaden och under 1960-talet ytterligare ett trettiotal. 
I ett försök att locka publiken tillbaka till salongen började man visa porrfilmer i vissa biografer, exempelvis i Hollywood, London, Woodstock och Zita, men det var ingen beständig lösning av problemet. Även porrbiograferna drabbades så småningom av biografdöden. Det krävdes helt nya grepp och 1969 gav Sandrews arkitekt Fredrik von Platen i uppdrag att undersöka problemet. Resultatet blev utredningen "Den lilla biografen". Den gick ut på att flera salonger med olika storlek kunde rymmas i befintliga lokaler. Så kunde en film bli längre kvar i repertoaren, genom att visningen trappades ner från största till minsta salongen. Första biografen som byggdes om efter denna princip blev "Grand 1, 2, 3" på sommaren 1970. Konceptet var lyckat och nu följde många stockholmsbiografer och byggde, delvis rätt hårdhänt, om sina salonger till flera mindre. Även denna gång spolierades värdefulla interiörer. Biografdöden fortsatte: på Kungsholmen, som en gång hade 18 biografer, stängde 1996 Draken, stadsdelens sista bio. Vid 1970-talets slut hade antal stockholmsbiografer sjunkit till 56 stycken.

### Efterkrigstidens nya biografer

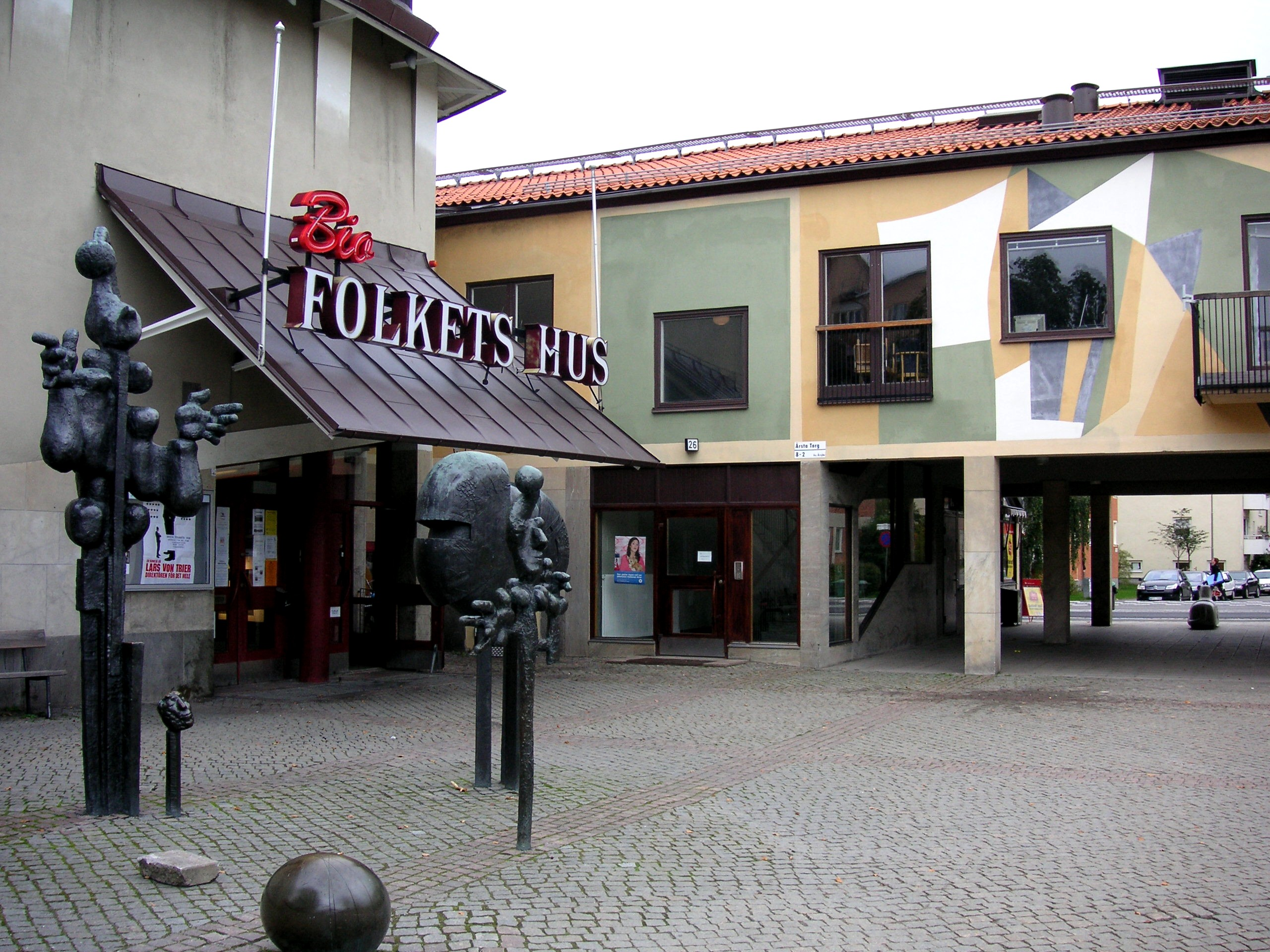
Forum, invigd 1951.
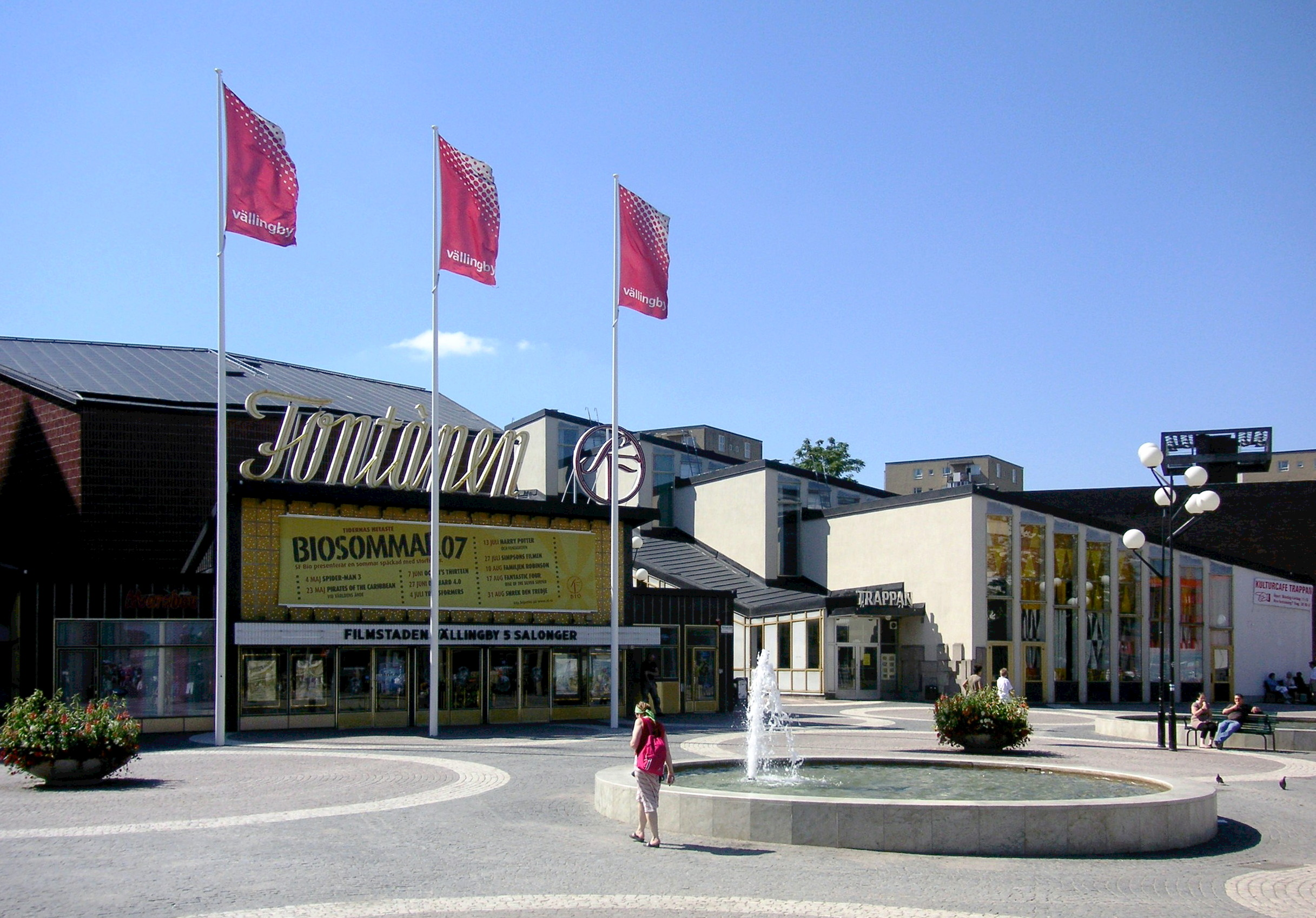
Fontänen, invigd 1956.
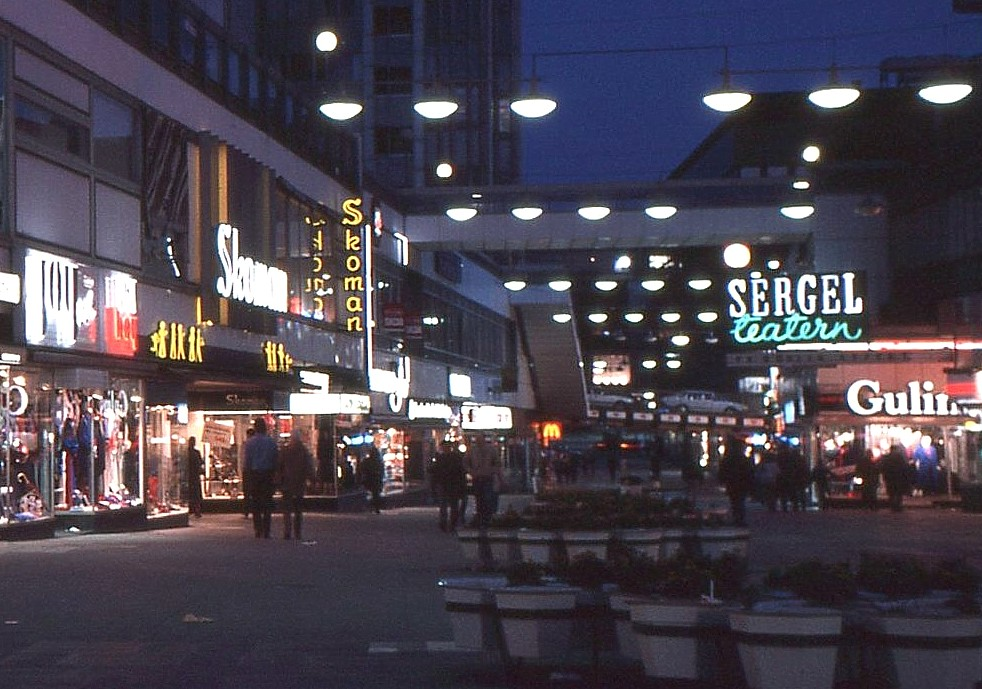
Sergelteatern, invigd 1959.
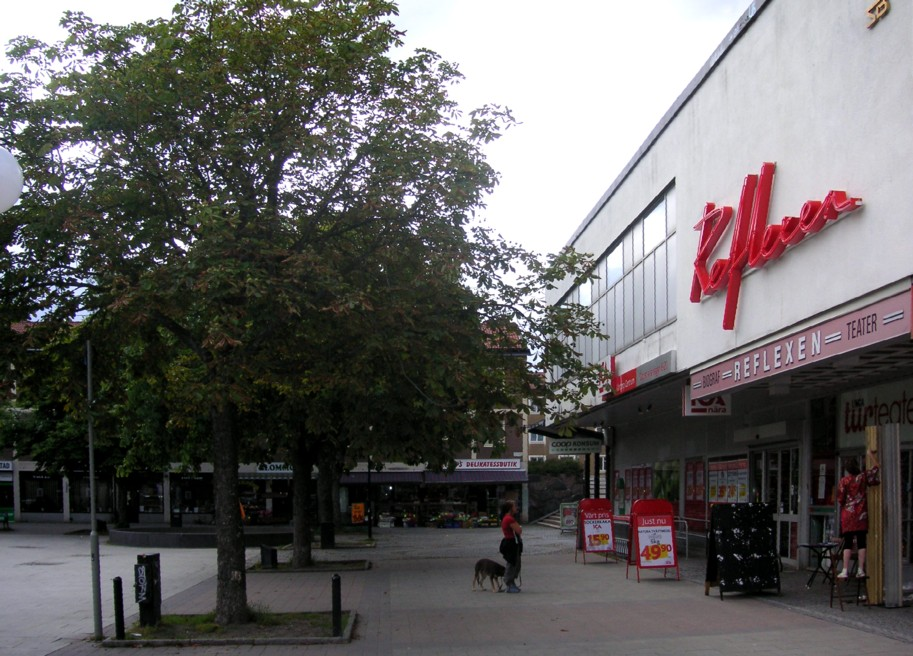
Reflexen, invigd 1961.

## Bio-palats och 2000-talets filmstäder

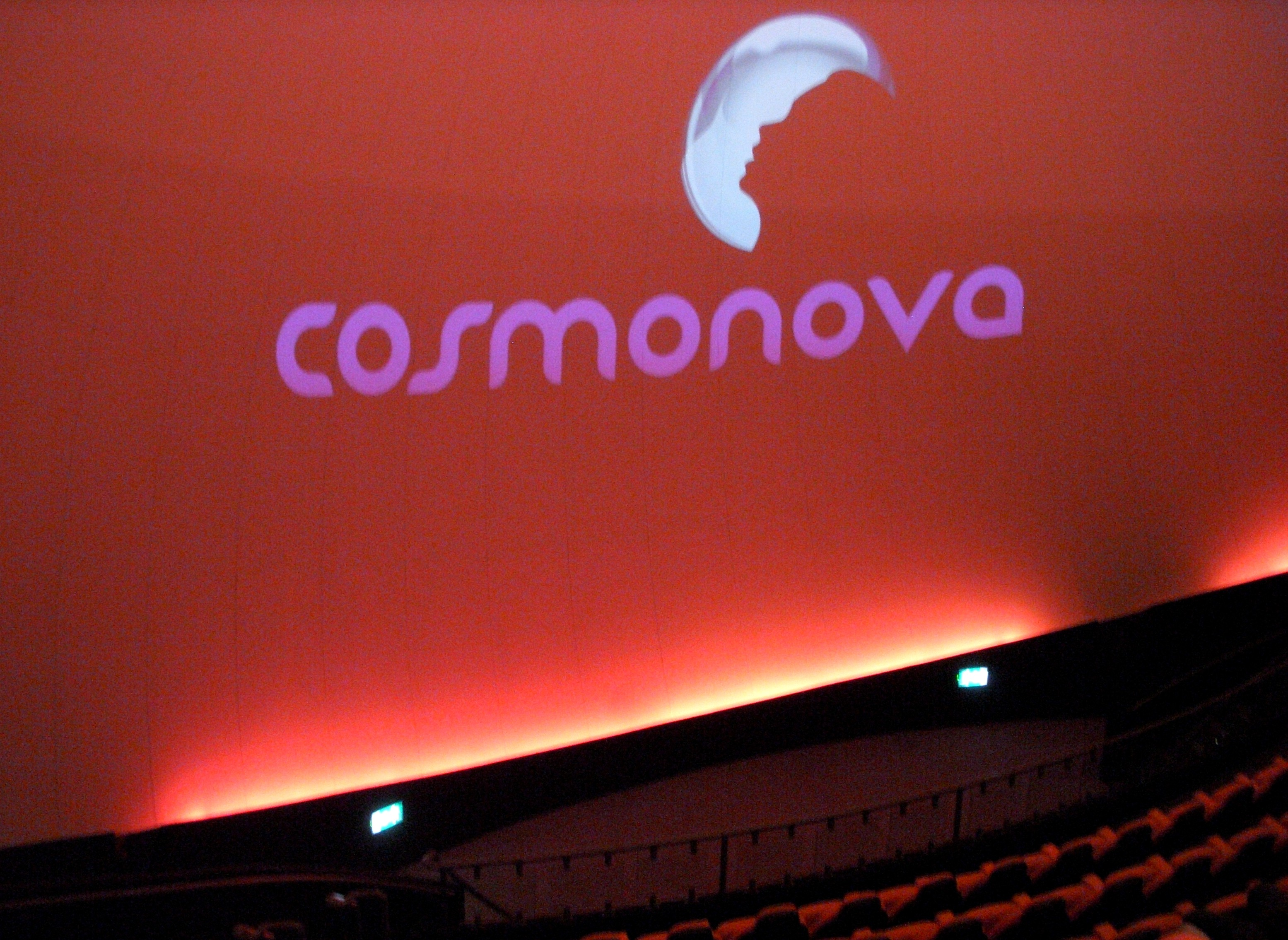
Cosmonovas salong och logo år 2009.

En intressant och omtyckt satsning gjorde Naturhistoriska riksmuseet 1993 med Cosmonova, även kallad Planetariet Cosmonova. Det är en kombinerad IMAX-biograf och ett av Europas främsta planetarier. Cosmonova är en av Sveriges tre IMAX-anläggningar. År 2008 uppgraderade Cosmonova sin planetarieteknik till så kallad "fulldome video", och samtidigt introducerades digital 3D. Basen i filmutbudet är föreställningar inom naturvetenskap. 
I Norrköping invigdes 2010 det nya Visualiseringscenter C som inhyser en av norra Europas modernaste domteaterar för tillfället. 
Idén med flerbiografer eller multibiografer utvecklades under 1980- och 1990-talen. Biografsalongerna koncentrerades till nya stora anläggningar tillsammans med andra nöjen. "BioPalatset" öppnade 1992 samtidigt med Söderhallarna (den övertogs 2007 av SF). Filmstaden Sergel med 14 salonger fulländade stadsbilden kring Hötorget 1995. År 2001 gjorde USA:s filmjätte AMC Entertainment International inc. (American Multi-Cinema) en storsatsning på Stockholm och ett etableringsförsök i Sverige.  Företaget byggde 18 biosalonger med sammanlagd  4 166 platser i det nya nöjescentrumet Heron City vid Kungens kurva. Etableringen misslyckades, delvis beroende på SF:s ovilja att distribuera film till AMC. Det slutade med att SF tog över och ändrade namnet till Filmstaden Heron City. På Tekniska museet öppnades den 12 januari 2007 Sveriges första 4D-biograf under namnet Cino4.
Flera nya "filmstäder", alltså SF:s koncept med multibiografer, öppnade sina portar. Namnet Filmstaden härrör från SF:s legendariska studioanläggningar Gamla Filmstaden i Råsunda och användes första gången 1980 för biografen i hörnet Mäster Samuelsgatan och Regeringsgatan. Som förled finns beteckningen i Stockholmsområdet numera i Filmstaden Sergel, Filmstaden Söder, Filmstaden Heron City, Filmstaden Kista, Filmstaden Råsunda, Filmstaden Scandinavia, Filmstaden Sickla, Filmstaden Täby och Filmstaden Vällingby
Trots hoten från hemmabioanläggningar med högupplösta bildskärmar i jätteformat, dvd- och blurayfilmer, tillgång till många TV-kanaler samt legal eller illegal nedladdning från internet, har antalet biobesök i Sverige legat på en stabil nivå sedan mitten av 1990-talet. Det visar en studie som utförts av SOM-institutet vid Göteborgs universitet på uppdrag av Svenska Filminstitutet. I studien framgår att 83 % av den svenska befolkningen fortfarande tycker att film är bäst på bio.

### Noter

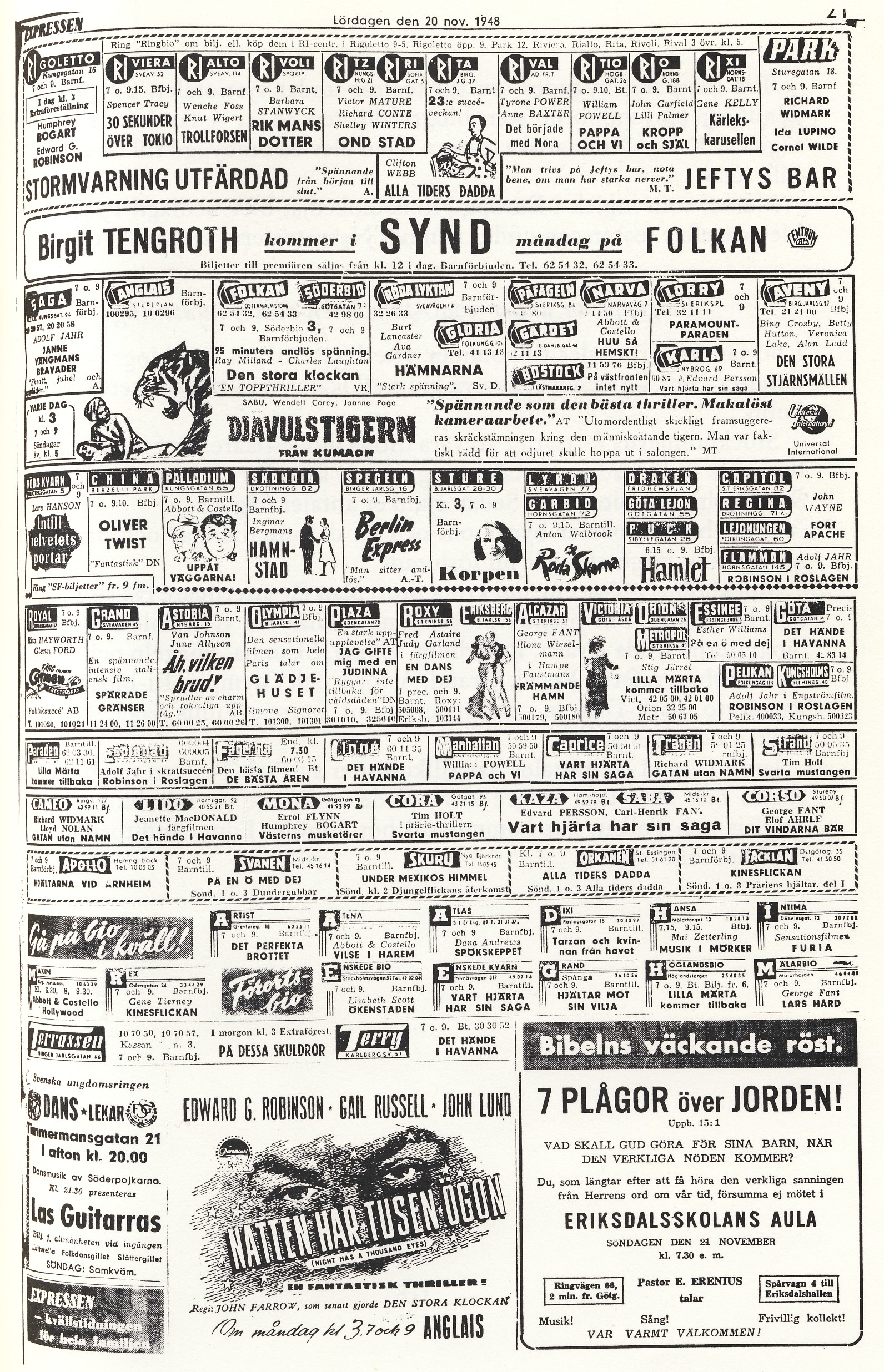
Biografannonser för Stockholm publicerad i Expressen 20 november 1948.

### SF-Biografernas Filmstäder

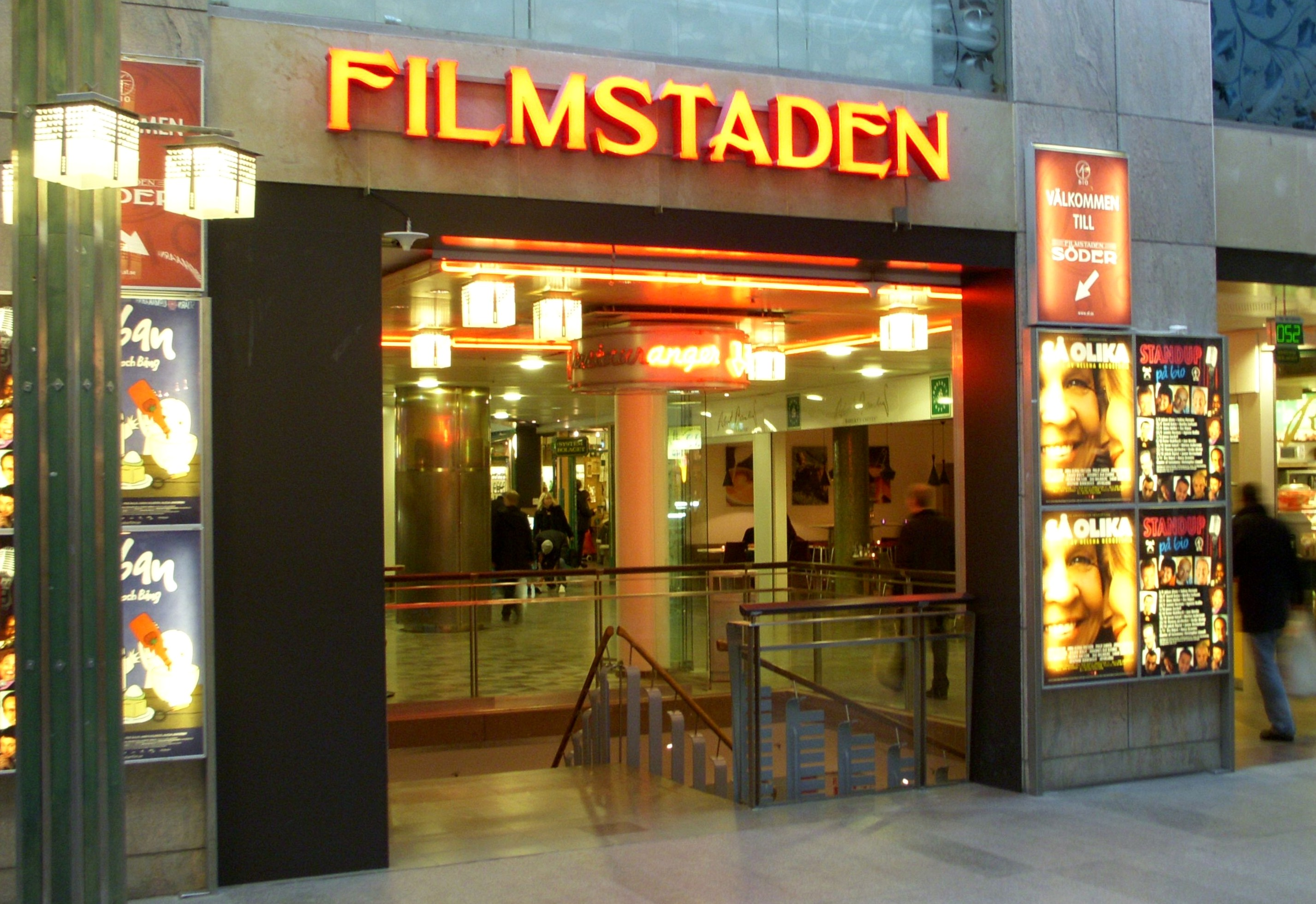
Filmstaden Söder
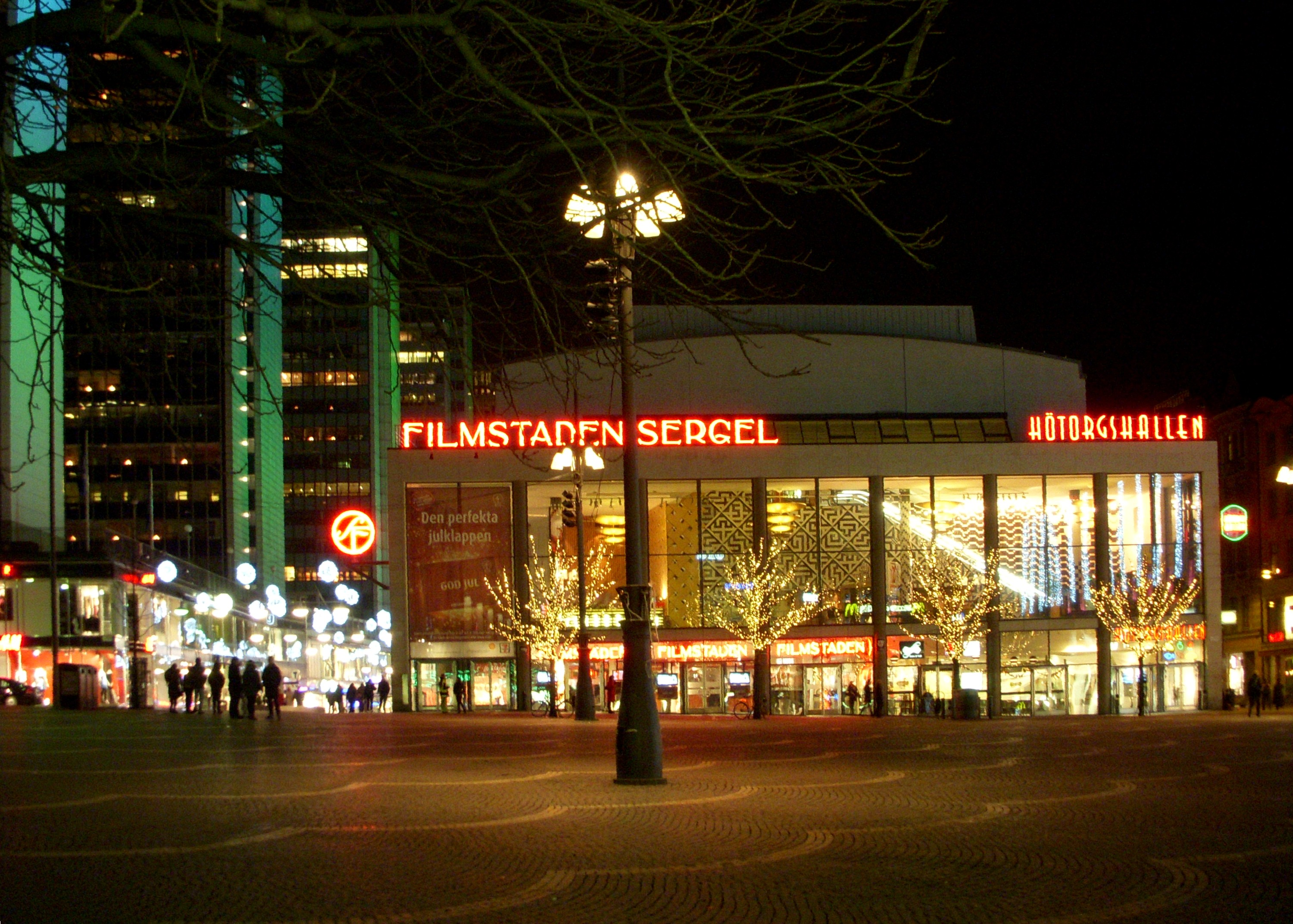
Filmstaden Sergel
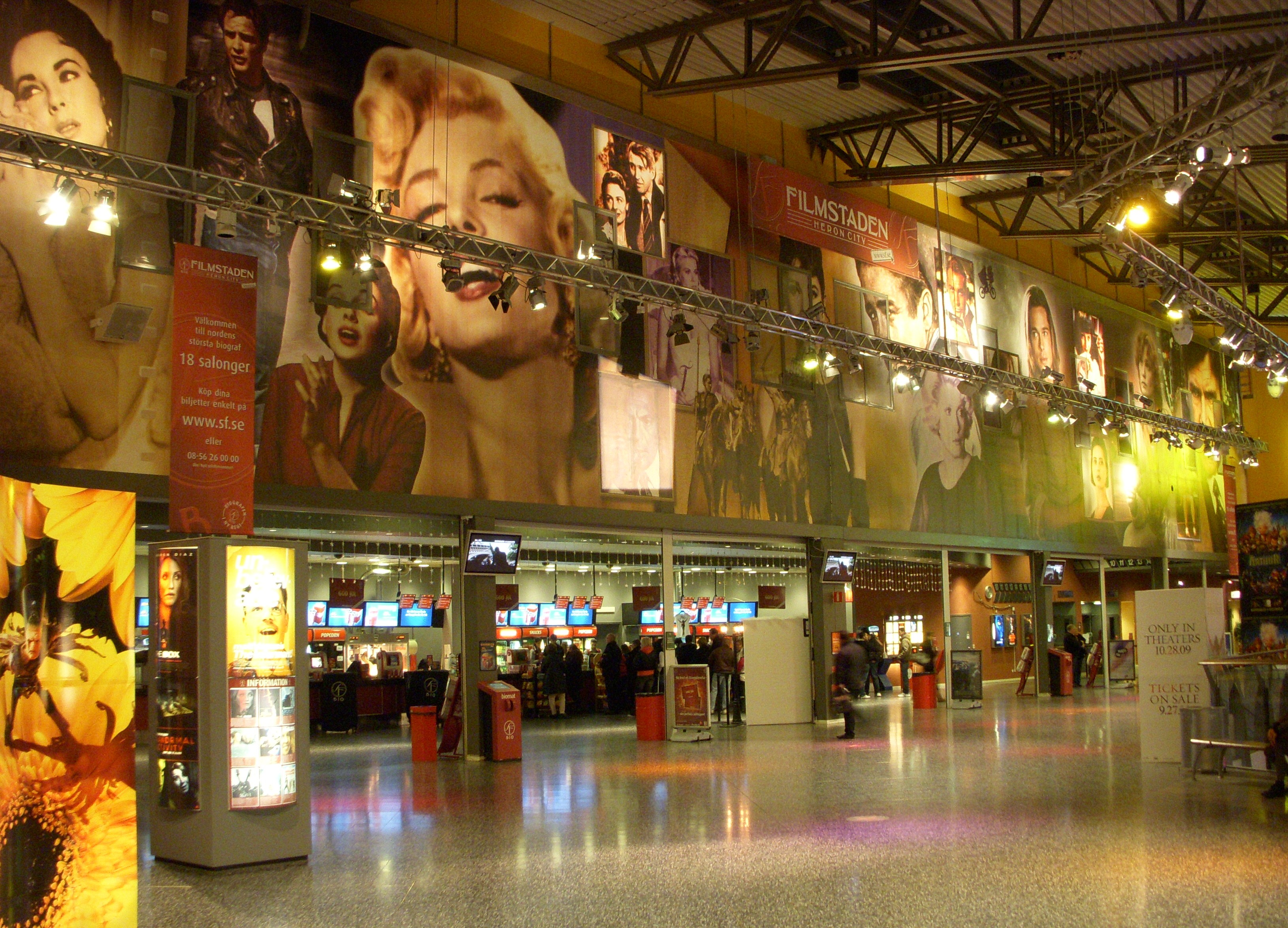
Filmstaden Heron City
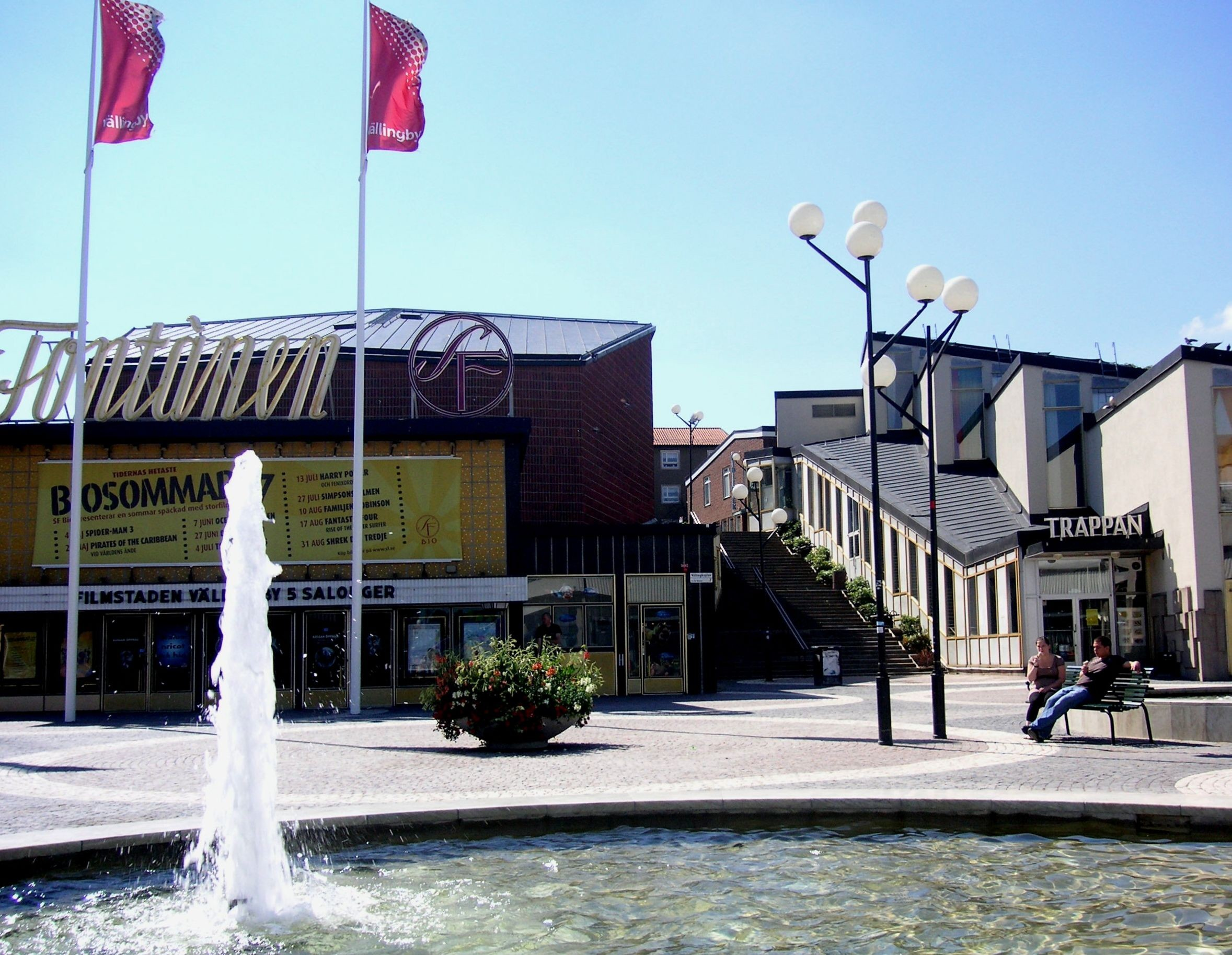
Filmstaden Vällingby